# 傘

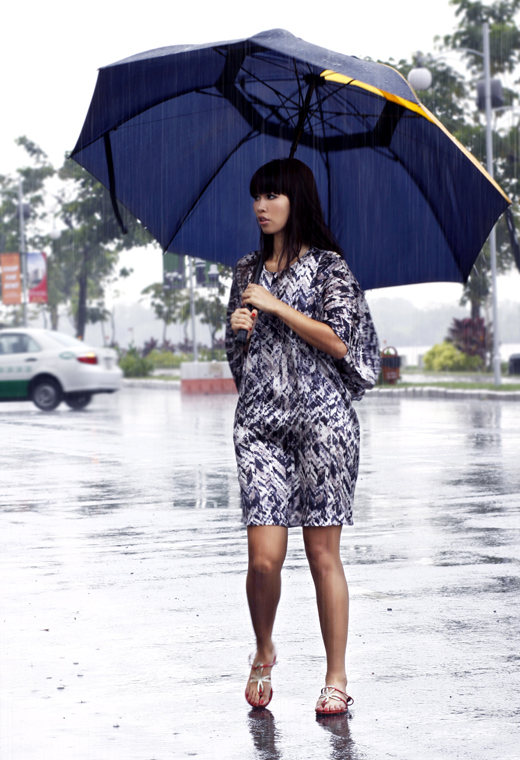
傘で雨を防ぐ様子

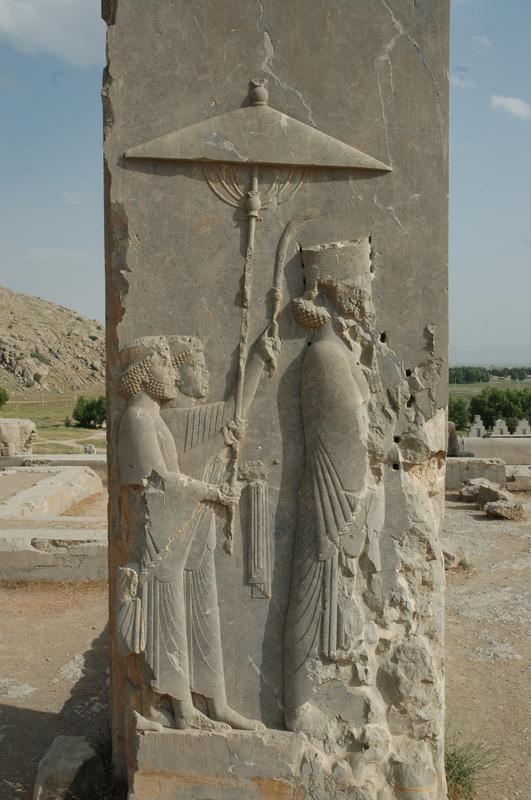
紀元前5世紀、アケメネス朝ペルシアの王クセルクセス1世のレリーフ。

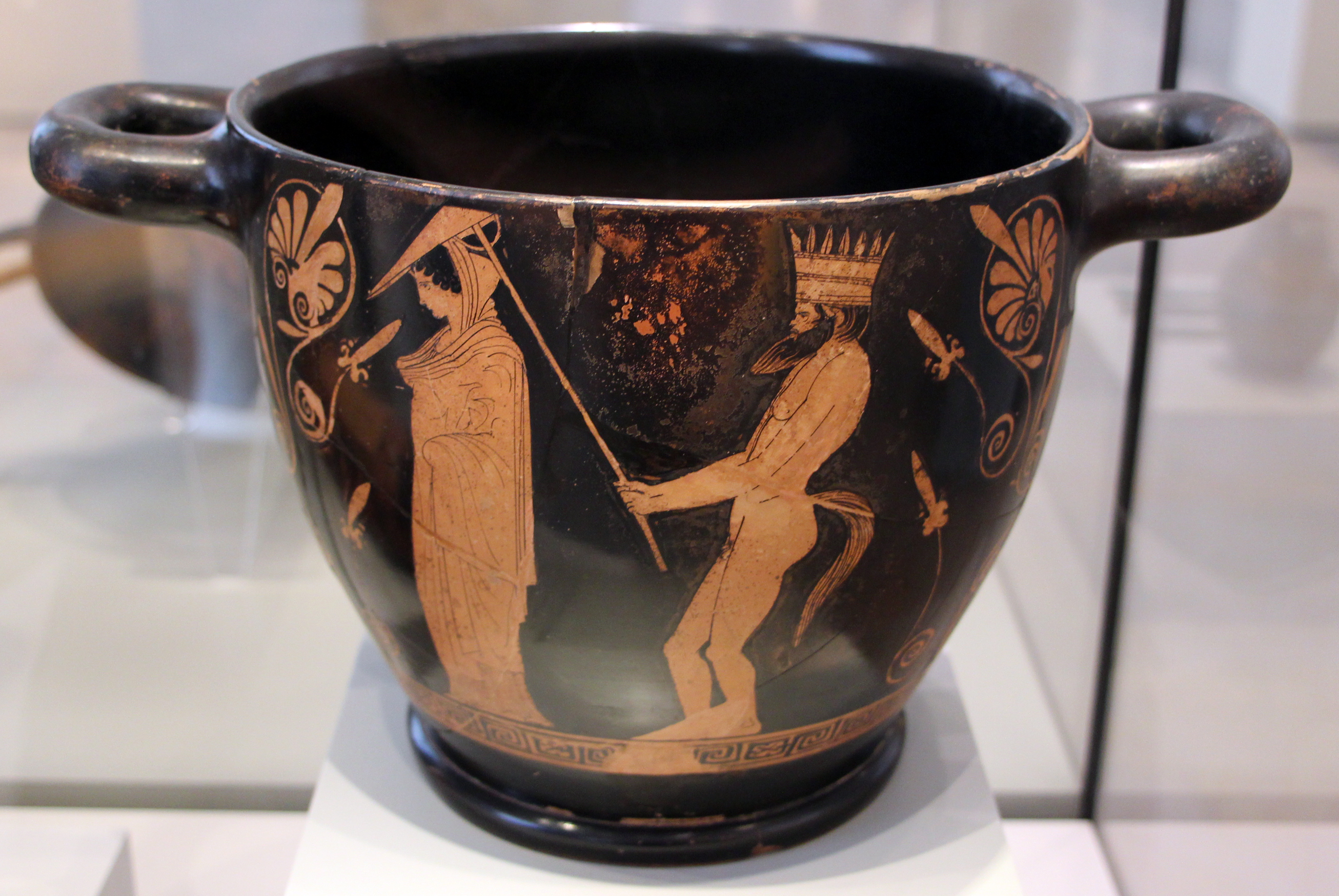
古代ギリシアの陶器。紀元前440年頃。

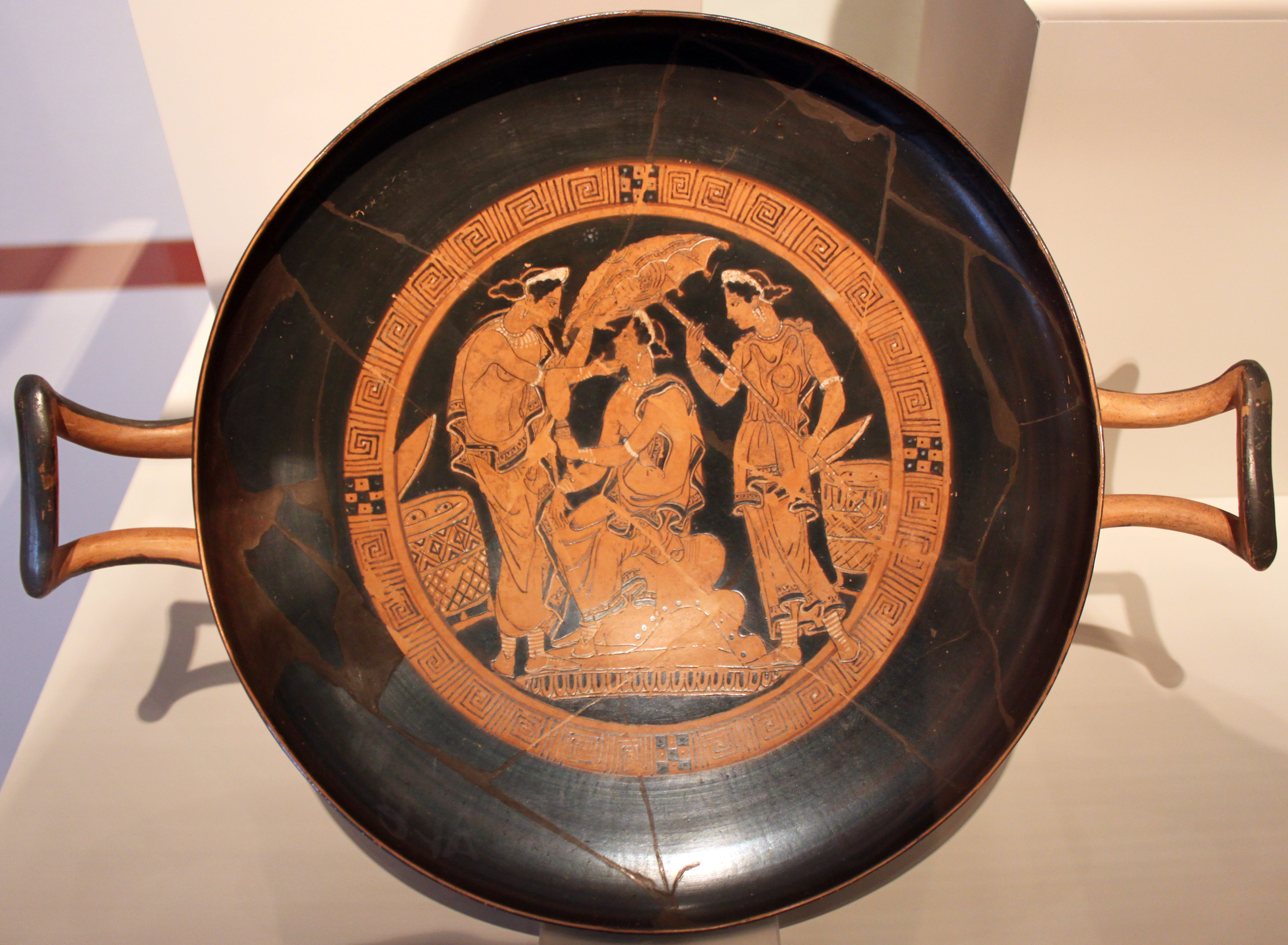
紀元前300‐350年頃の古代ローマ時代の陶器

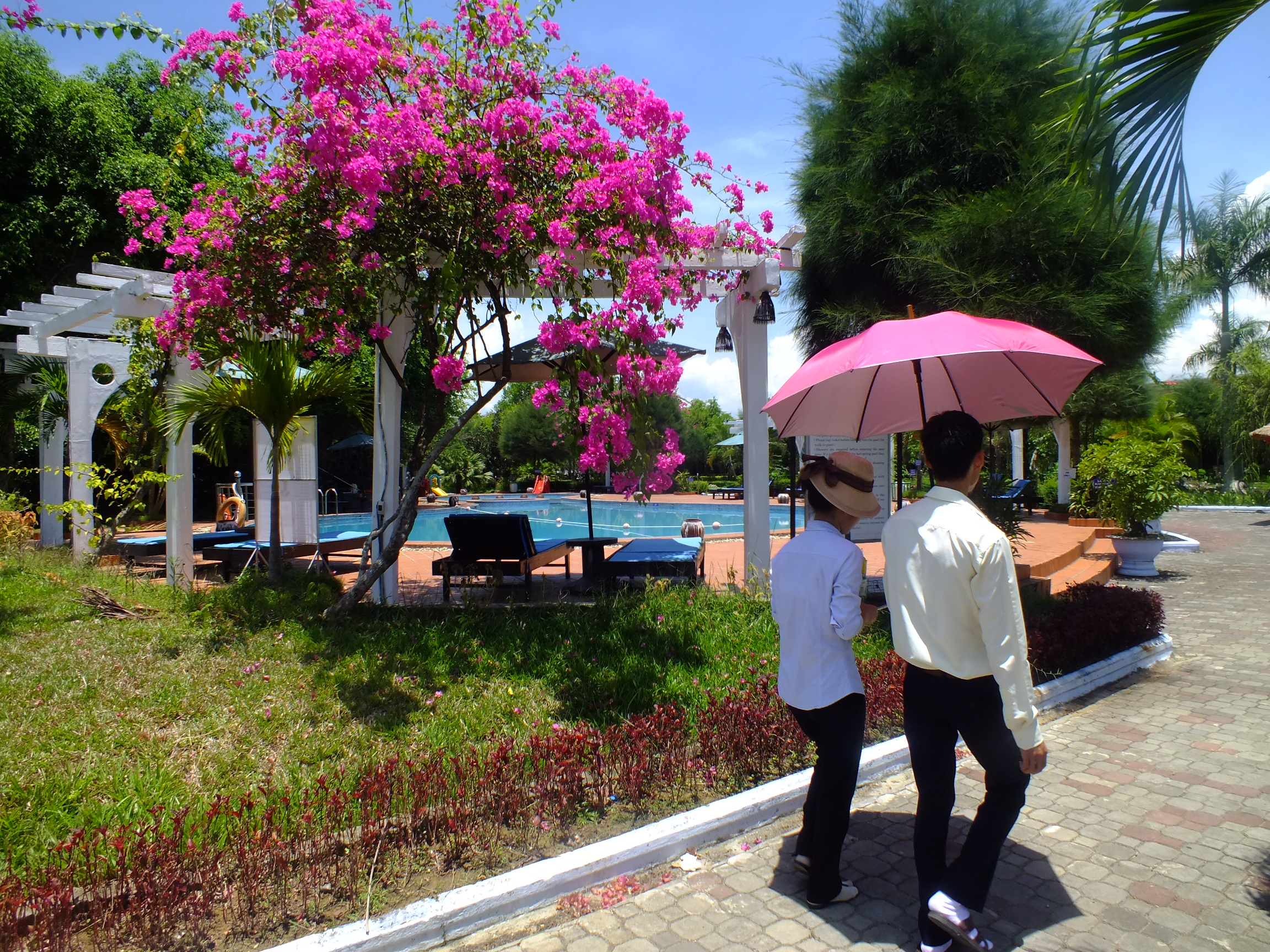
強い直射日光から人体を守る日傘（ベトナムのフエにて）

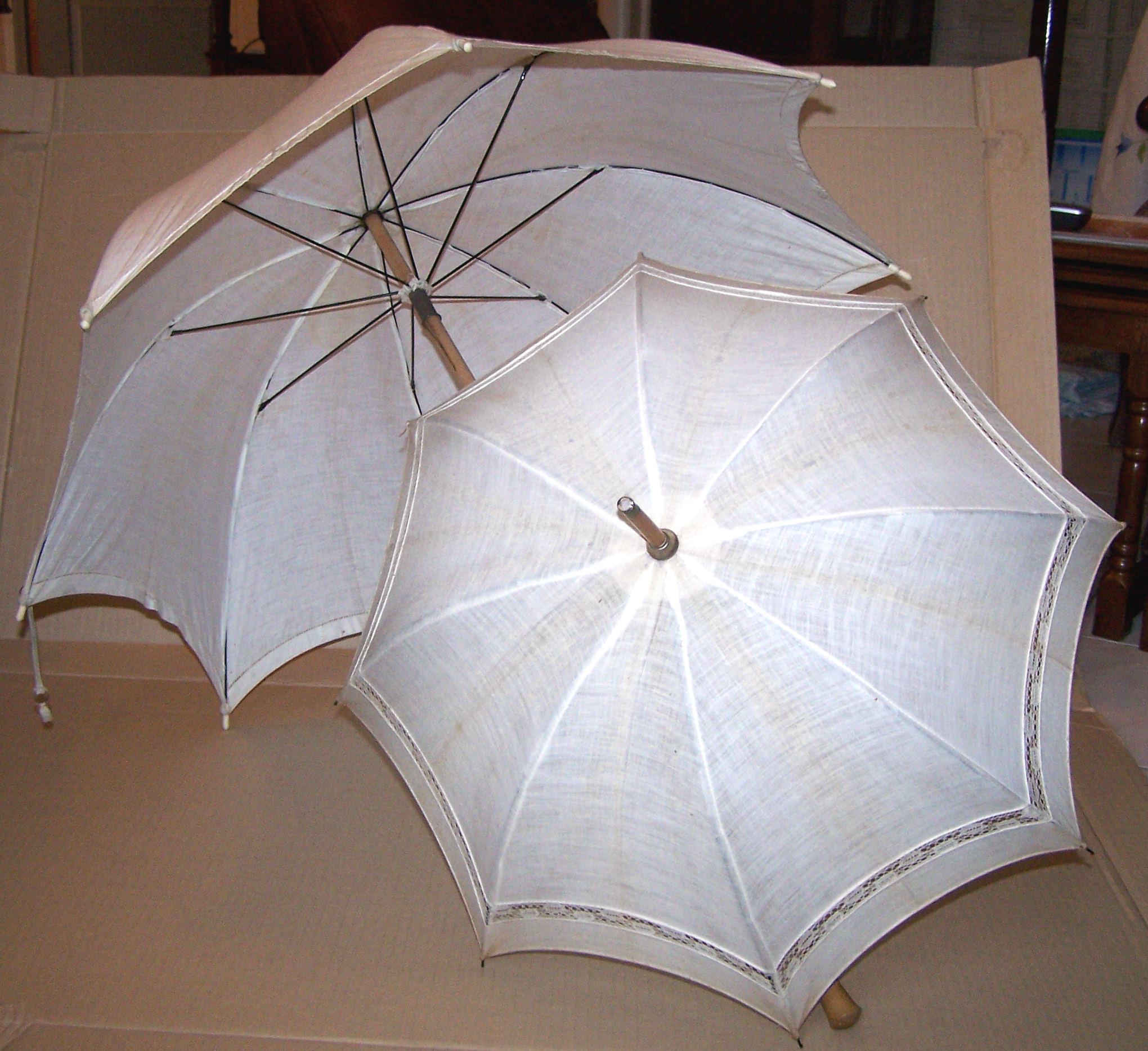
一般的な洋傘

傘をさす皇太子時代の昭和天皇（1921年）

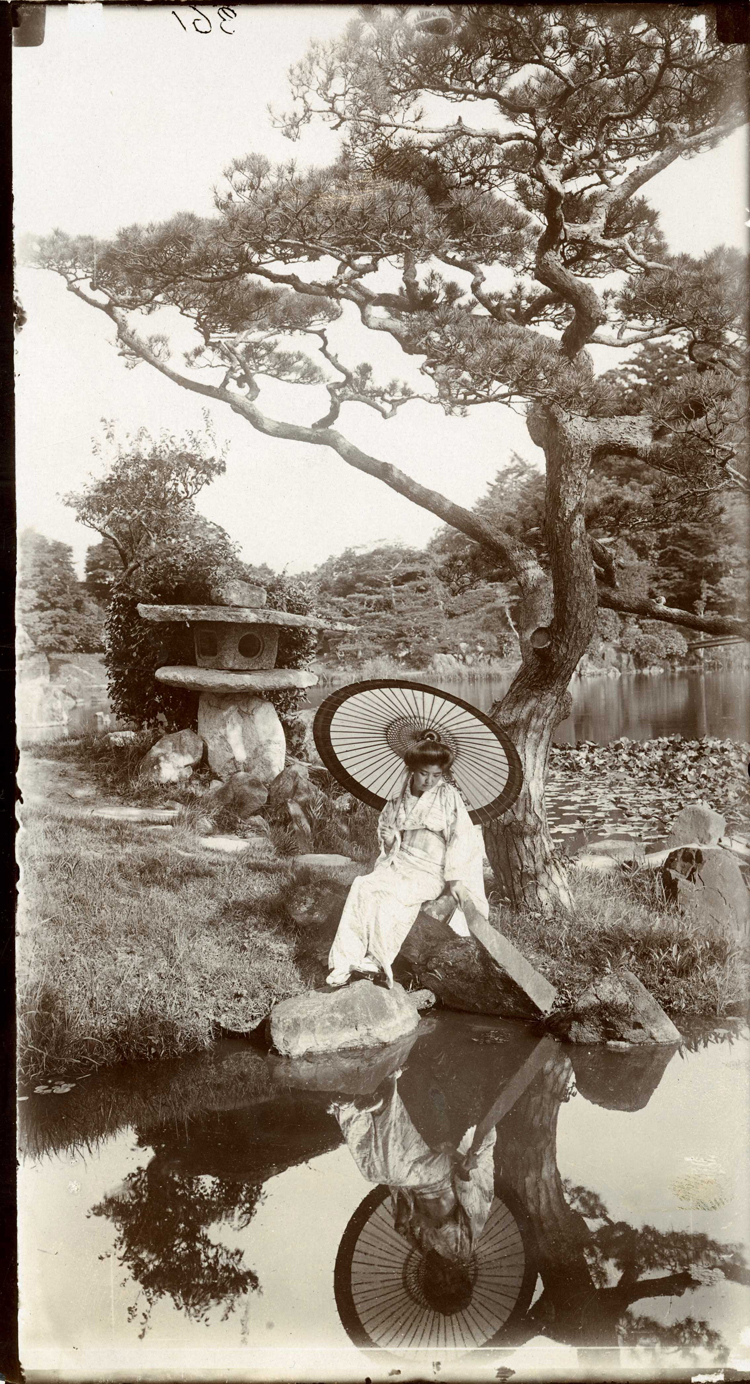
明治時代

傘（簦・かさ、からかさ）は、雨・雪・日光などが体に当たらないよう、頭上に広げ差しかざすもの。竹や金属などの骨に紙や布、合成樹脂（ビニール）などを張り、柄を据えて開閉ができるようにしたもの。頭部に直接かぶって使う用具である「笠」と区別するために「さしがさ」「てがさ」ともいう。「笠」とは同語源である。
「傘」は、上から降下してくるものに対して直被しないように防護する目的の用具で、一般には手に持って差しかけて使う用具の総称をさす。なお、ガーデンパラソルやマーケットパラソルなど携行を目的としない特殊な傘もあり、これらは地面に立てたり吊ったりして用いる。傘は現代においては、雨や雪などの降水時に体や持ち物を濡らさないために使うほか、夏季の強い日射を避けるために使うことも多い。

## 歴史
中国では古くから天蓋式の傘が発達し、日本へは百済を通じ伝来した。『日本書紀』には百済聖王（聖明王）の使者が552年に欽明天皇へ幢幡を献上したと書かれている、当初は主に日射を避ける「日傘」として用いていたが、その後日本独自の構造的進化も見られ、降水に対して使うことが多くなっていった。しかし開国後には欧米文化が開港場に取り入れられ、横浜では貿易商のほか武士も、西洋製の鉄でつくられた8骨もしくは16骨の絹傘を用いるものが表れた。この絹傘が後のこうもり傘であり、晴雨両用となり、さらに杖（ステッキ）にもなり、文明開化の象徴とされた。
明治時代中期以降になるとこうもり傘（特に女性もの）は、絹張りの周囲に欧米風に房飾りをつけたり、レースを施すといった美しさ重視の物が増えた。また深張りのものは美人傘と呼び、高級織物が用いられた。一方、明治後期からパラソルが洋風の日傘として登場するようになり、『横浜開港見聞誌』には開港場で女性がさして歩いている図が見られる。ただしパラソルが大衆化したのは大正に入ってからである。昭和30年代に洋傘生産量が和傘を上回っている。日本における傘文化の経緯詳細については「和傘」節を参照。
ヨーロッパでは、帝政時代の古代ローマに生まれた傘が中世にカトリック教会を通じて広まったが、それは君主や聖職者などに差しかけられた高位と威信を表す天蓋で、単なる傘以上の意味があった。しかしヨーロッパでは傘は一般に弱弱しいものと考えられ、長年忌避された。フランスにパラソルが導入されるのは、1533年にイタリアのメディチ家から嫁したアンリ2世妃のカトリーヌ・ド・メディシスによってである。17世紀に入ると、傘は上層社会の間ではそれほど珍しくなくなり、雨傘は、18世紀になると日傘と並ぶおしゃれの道具になっている。イギリスでは雨傘を意味するアンブレラの語が定着したのは18世紀初めである。そして現在の一人ざしのこうもり形の洋傘が発明されたのは、イギリスのジョネス・ハンウェイ（Jonas Hanway）による18世紀なかばのことである。それが販売されるのは1787年で、一般化したのは19世紀初めであった。また金属骨の傘がイギリスのサムエル・フォックス社によって発明されたのが1847年で、以後傘は急速に普及した。

## 語彙・語句

### 東アジア（漢字圏）

#### 日本語

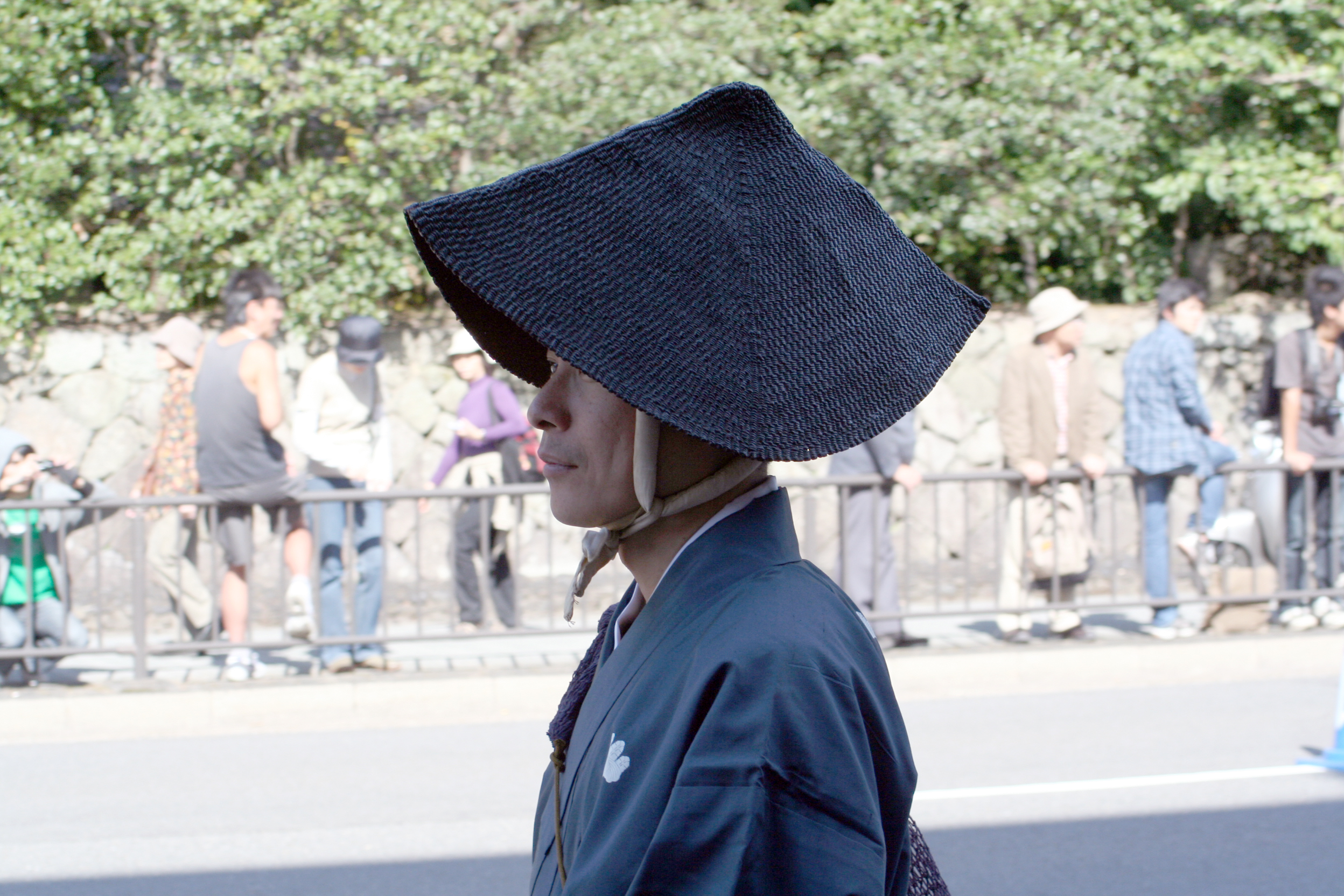
時代祭り：笠

日本語では、古来「かさ」とは笠を指し、傘は「差しがさ」と呼称した。「笠」は、柄がなく頭にかぶるものである。それに対し「傘・簦」には柄（え、から）があり、「からかさ」とも読む。頭上を防御するための傘を「さす」は、「刺す」ではなく「差す」である。
現代日本語の「傘」の読みは、日常会話では日本語固有語である大和言葉を用い訓読みして「かさ」と発音することがほとんどである。動作を伴った熟語においては「開傘（かいさん）」などと音読みで発音することもあるが少数例であり、熟語であっても「唐傘（からかさ）」「日傘（ひがさ）」「雨傘（あまがさ）」などと訓読みされたり、「洋傘（ようがさ）」などと重箱読みされる例が多い。
日本語では、使う目的によって雨傘（あまがさ）、日傘（ひがさ）と呼んで区別する。日本の伝統的な工法と材質で作られたものを和傘、西洋の伝統的な工法と材質で作られたものを洋傘と呼ぶ区別もある。洋傘をこうもり傘ともいうが、こうもり傘の語源に関しては、「傘をかぶる」が「こうむる」となり、これを語源とするなどの複数の説があるが、アメリカ合衆国からのマシュー・ペリーによる黒船来航時、持ち込んだ洋傘を「その姿、蝙蝠（こうもり）のように見ゆ」と比喩したことから生まれたという説が最も有力である。

#### 中国語

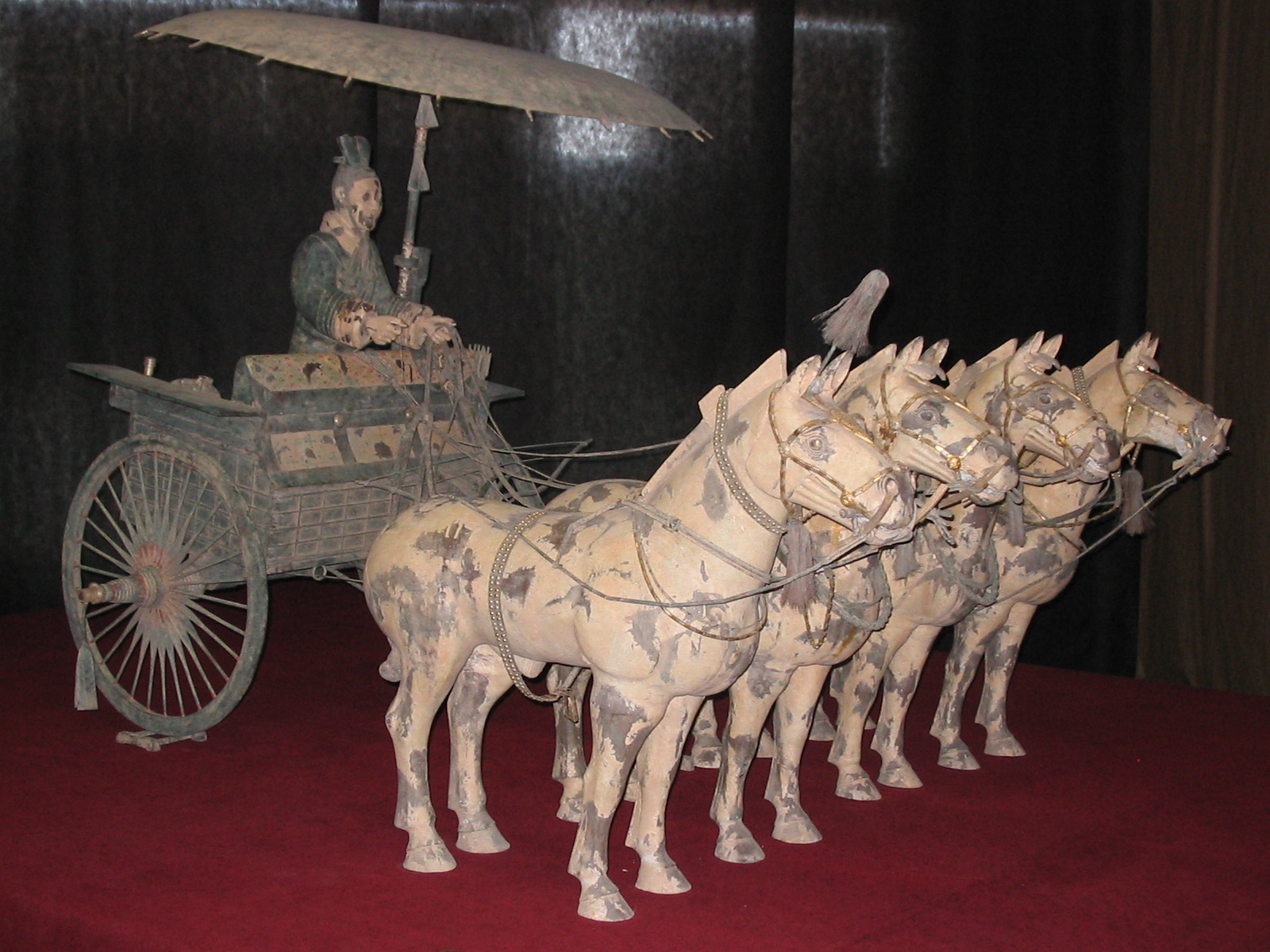
兵馬俑にみられる傘

現代中国語では、日本語と同様、総称として「傘」（簡体中文：「伞」、ピン音：sǎn）を用いているが、特に降水対応の傘を指す際に「雨傘」（簡体中文：「雨伞」、ピン音：yǔ sǎn）を用いる。

#### 朝鮮語
朝鮮語では日本語の訓読みに相当する習慣がなく、漢字語はあくまで漢音で発音するため、日本語の音読みと同様に中国語発音に倣って、「傘」の総称は「산（サン）」、降水対応の傘は「우산（ウサン、「雨傘」の朝鮮語音読）」と呼称される。

### 欧米

#### ラテン語・イタリア語
アンブレラは、「影」の意をもつラテン語 umbra がイタリア語に転化して ombrella と指小辞化したもので、元々「影をつくるもの」を意味した。
またイタリア語において、「太陽から守る」意をもつ語パラソーレ（parasole）が、日除けの用具としての傘の呼称として用いられた。

#### フランス語
現代フランス語では、オンブレル（ombrelle）は婦人用の小さい日傘を、パラプリュイ（parapluie）は字義どおり雨よけを指す用語として明確に区分されており、晴雨兼用の傘は別途オン・トゥ・カ（en-tout-cas）と呼称されている。

#### 英語
現代英語では、一般に雨傘をアンブレラ（umbrella）、日傘をパラソル（parasol）またはサンシェイド（sunshade）として区別するが、これらは語源上いずれも日傘の意である。アンブレラ、パラソルとも上節に述べたラテン系言語からの輸入外来語であり、1750年代以降には、アンブレラが主に雨傘を指す用語として、パラソルないしサンシェイドが主に日傘を指す用語として割当てられることとなった。広義にはアンブレラで総称する。

## 構造

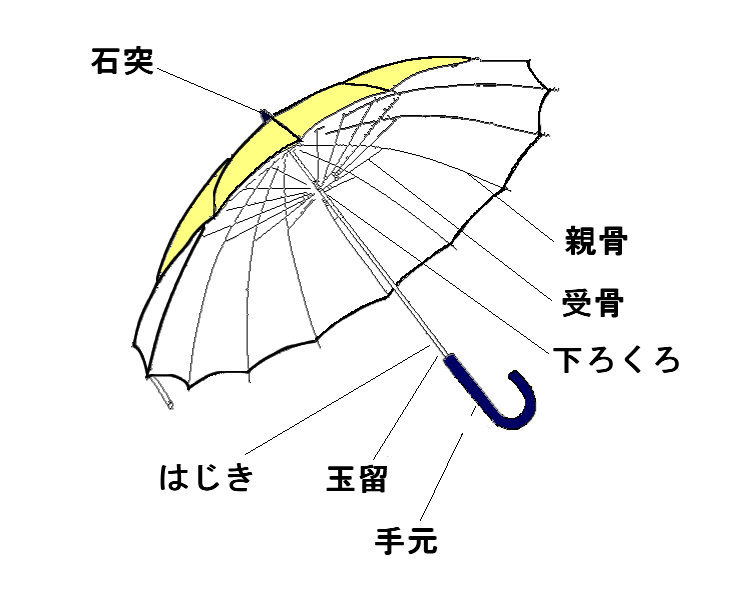
傘の各部の名称

傘は雨傘・日傘、和傘・洋傘の区別なく、通常、全体を支える中棒、全体を覆う傘布（カバー）、傘布を支える骨によって構成される。また、付属品として傘カバーや傘袋、バンドなどの周辺部品を付帯する。
以下、傘を構成する代表的な部品について記す。

### 中棒

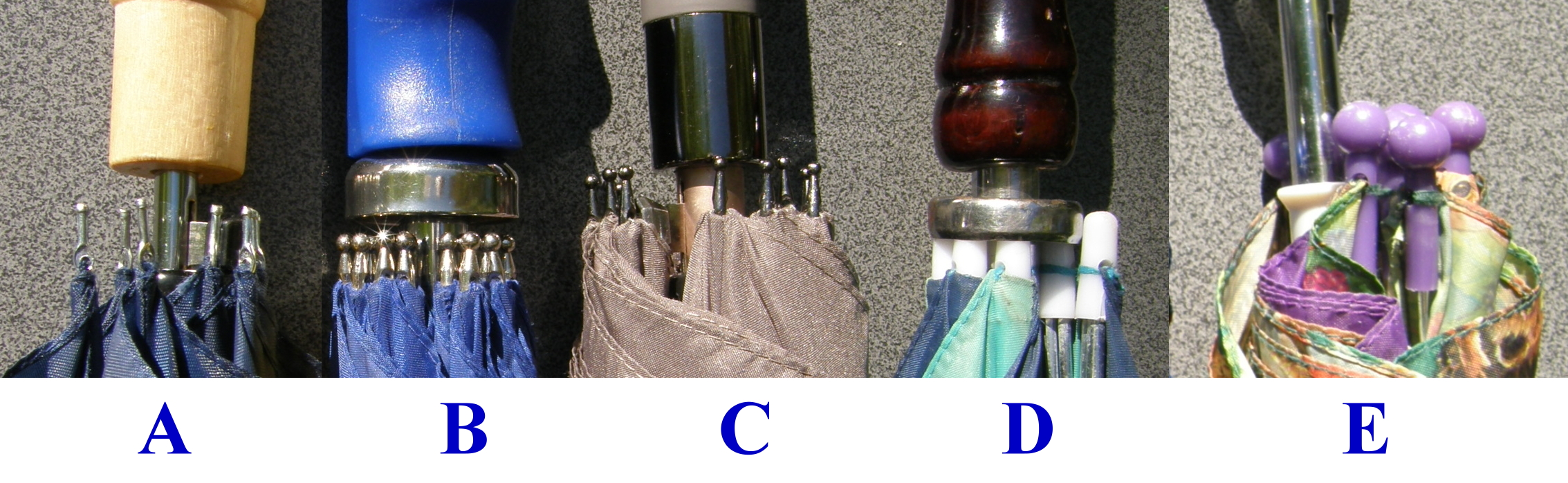
玉留めや口金

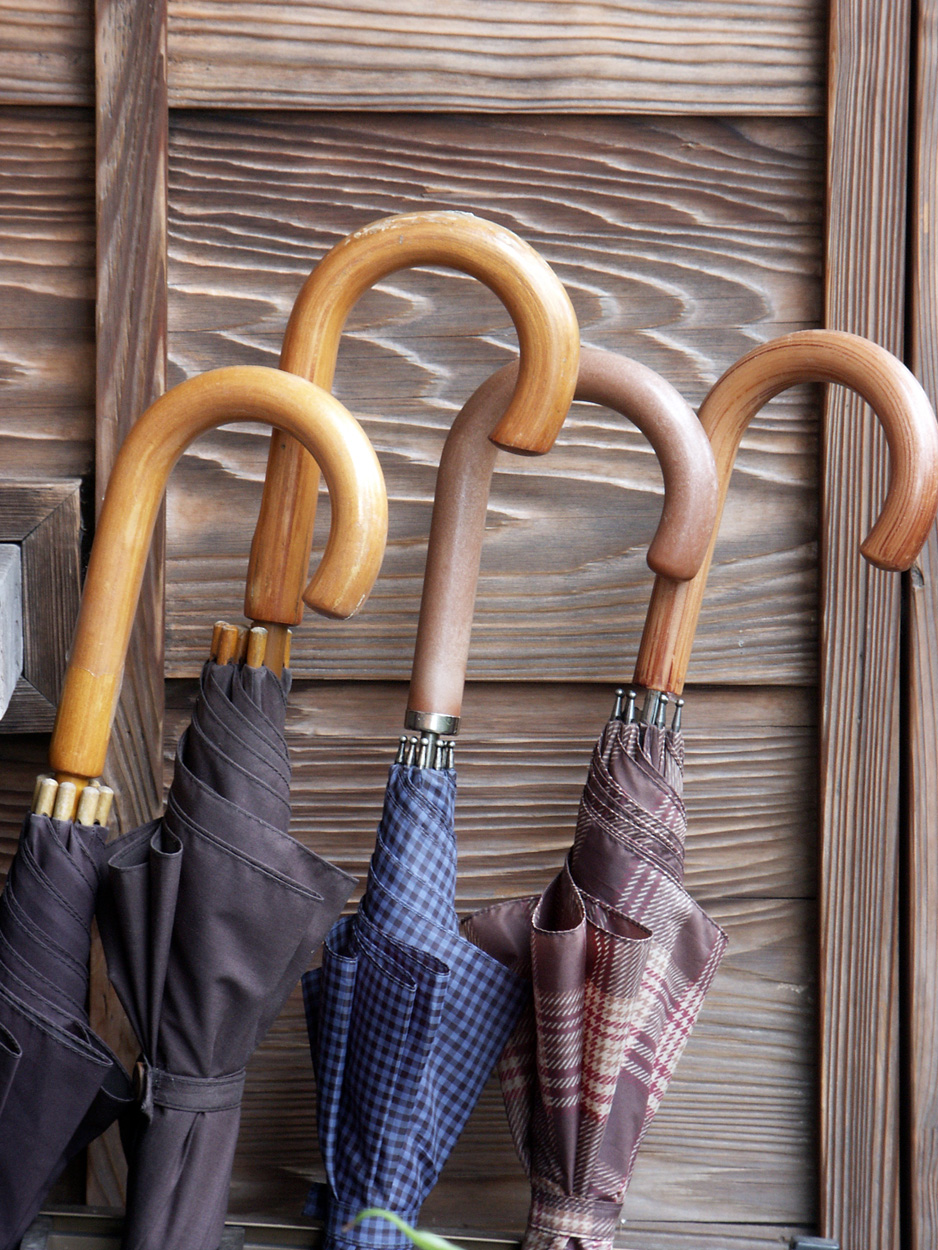
J字状のハンドル

傘の心棒を構成する部品。中軸、シャフトともいう。伝統的には、堅牢性を求めて組成密度の高い品種の木材が好まれて使われてきた。現代でも高級傘には高密度木材が好まれるほか、堅牢性を求めて中空管状のチタン材、カーボネート材が用いられる例が見られ、主に折畳み傘には軽量性を兼ね堅牢性も確保する目的で特殊アルミニウム合金や特殊プラスチックも好んで用いられる。普及品については、原料価格を抑えるためにそれほど組成密度が高くない木材やスチールが用いられることが多い。
この部位は接合部が多く、施工が不充分であると、接合部がキシミを生じて使用者に不快感を与える原因となる。また、この部品は、湾曲などがあるとスムーズに開傘できず、また傘全体を支える接合点が多い主要部品であるため特に堅牢性が求められ、木材を用いる場合には材木に経年劣化・変形がないように適正な乾燥安定化処理および正確な造形加工が必要となるほか、金属や特殊樹脂を用いる場合にも精巧な造形加工が必要となるため、傘メーカー・傘職人にとっての主要な技術が求められ、いわゆる「腕の見せ所」の一つとなっている。
石突
中棒の先端部
陣笠
傘の頂点にある円錐形の固定部品
上ロクロ（ノッチ）
親骨の接合部分
止め鋲（ストッパー）
開傘時に下ロクロを上側から固定する部分
上ハジキ（ウワハジキ）
開傘時に開傘状態を保持するために下ロクロを下側から固定する部品。
下ロクロ（ランナー）
中棒を上下にスライドして傘の開閉を行う部品。
下ハジキ
閉傘時に閉傘状態を保持し無駄に開傘しないようにするために中棒下部の手元（ハンドル）近くに設置された部品を「下ハジキ」と呼称する。
玉留め
中棒とハンドルの接合部に取り付ける部品。
手元（ハンドル）
中棒（中軸）に付属している開傘時の「持ち手」となる部品で、英称を用いて「ハンドル」と称することも多い。長尺の傘においては、中棒（中軸）の径と手元（ハンドル）の穴径を微妙にマッチさせる技術が求められる。通常は、強力な接着剤で固定したり、中棒（中軸）・手元（ハンドル）双方が木材である場合は職人によっては特殊な組木処理を施すため、簡単に交換することは不能である。折畳み傘の場合には、ねじ式の構造が多く見られるため、交換は容易である。
高級品志向のユーザは、この部位が開傘時・閉傘時を問わず目立つこと、直接自らの手に接する部分であることなどから、手元（ハンドル）に焼き加工や特殊加工を施した高級木材・高級竹材などを用いることを好む。

### 傘布（カバー）
傘製品として骨全体を覆い縫った状態の傘生地のこと。縫い合わせる前のそれぞれの型紙は正二等辺三角形ではなく、適宜微妙な膨らみを持たせて製作され、これが開傘時の美しいカーブを構成する。この部位も、傘メーカー・傘職人にとっての主要な技術であり、腕の見せ所のひとつである。

### 露先
傘布（カバー）の先端と親骨の先端を結合する部位。傘布の展開を支え、親骨にかかる負荷の逃げ道を引受ける部位でもあるため、「ロクロ」に次いで破損することが多い。通常は親骨の受穴に丁寧な縫込み処理が施されていることが多いが、低価格傘に散見される「はめ込み式」の露先の場合、負荷に耐え切れず使用早々に破損する例も多く見られる。

露先
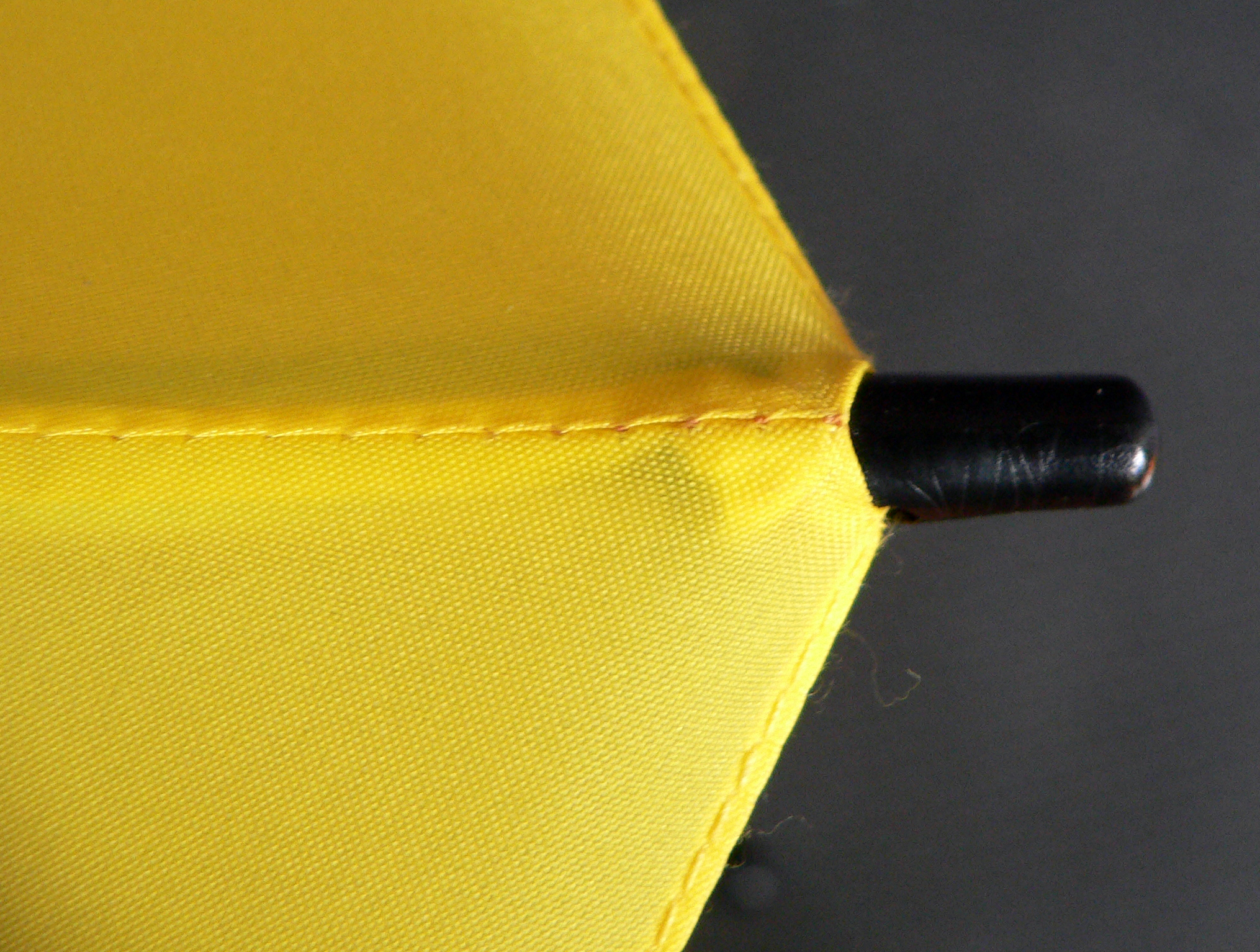
露先（上部より）

### 骨

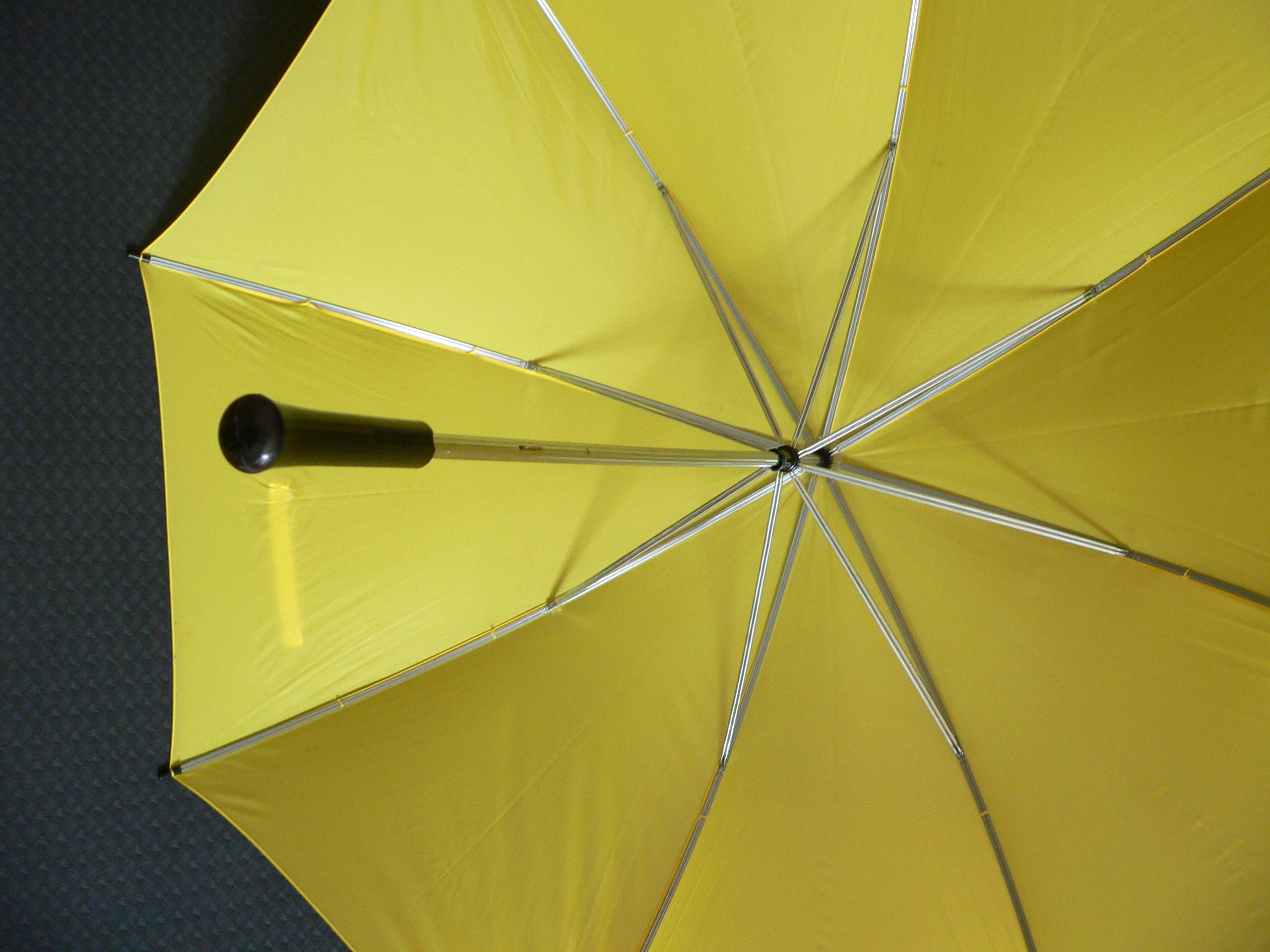
傘の内側

親骨に接続する受骨

中棒から張り出し、傘布（カバー）を支える構造部分。
親骨（リブ）
中棒上部にある「上ロクロ」から張り出し傘布（カバー）を支える。個々の親骨のそれぞれ先端部分を露先（チップ）と呼ぶ。反対側（石突側）は「陣笠」と呼ばれる金具で固定されている。傘布（カバー）を均等に張り出す均等性が求められるとともに、上ロクロは開傘時の負荷がもっともかかる部位のひとつでもあるため、製作者の技量が試される部品のひとつでもある。
受骨（支骨、ストレッチャー）
「下ロクロ」から各親骨展開途中にある「ダボ」と呼ばれる接続部分に通じている支持骨のこと。
ロクロ
中棒と親骨ないし受け骨のジョイント部分を指す。親骨との接合部を「上ロクロ」、受骨との接合部を「下ロクロ」と呼称する。
ダボ
親骨と受け骨の接合部分。この部位に最も負荷がかかるため、損傷しやすい部位であり、過分な負荷により親骨が変形しやすい。親骨と受け骨はハトメと称される部品で接合されており、ダボを保護する目的で布片を縫いこんである場合には、これを「ダボ布」と呼称する。ダボ布が設けられていると、傘布（カバー）の磨耗を和らげたり、親骨がスチールである場合には錆が傘布（カバー）に付着するのを防止する効果を発揮する。

### ハンギングアンブレラ
中棒がない構造で、骨組に張った傘布の部分を側面に立てられた専用のポールを用いて上から吊るすようにした吊下式の大型の傘をハンギングアンブレラという。サイドポールアンブレラ（サイドポールパラソル）とも呼ばれ、ガーデンパラソルやマーケットパラソルとして用いられる。

## 雨傘と日傘
大まかに避ける対象によって、雨傘と日傘に区別される。

### 雨傘

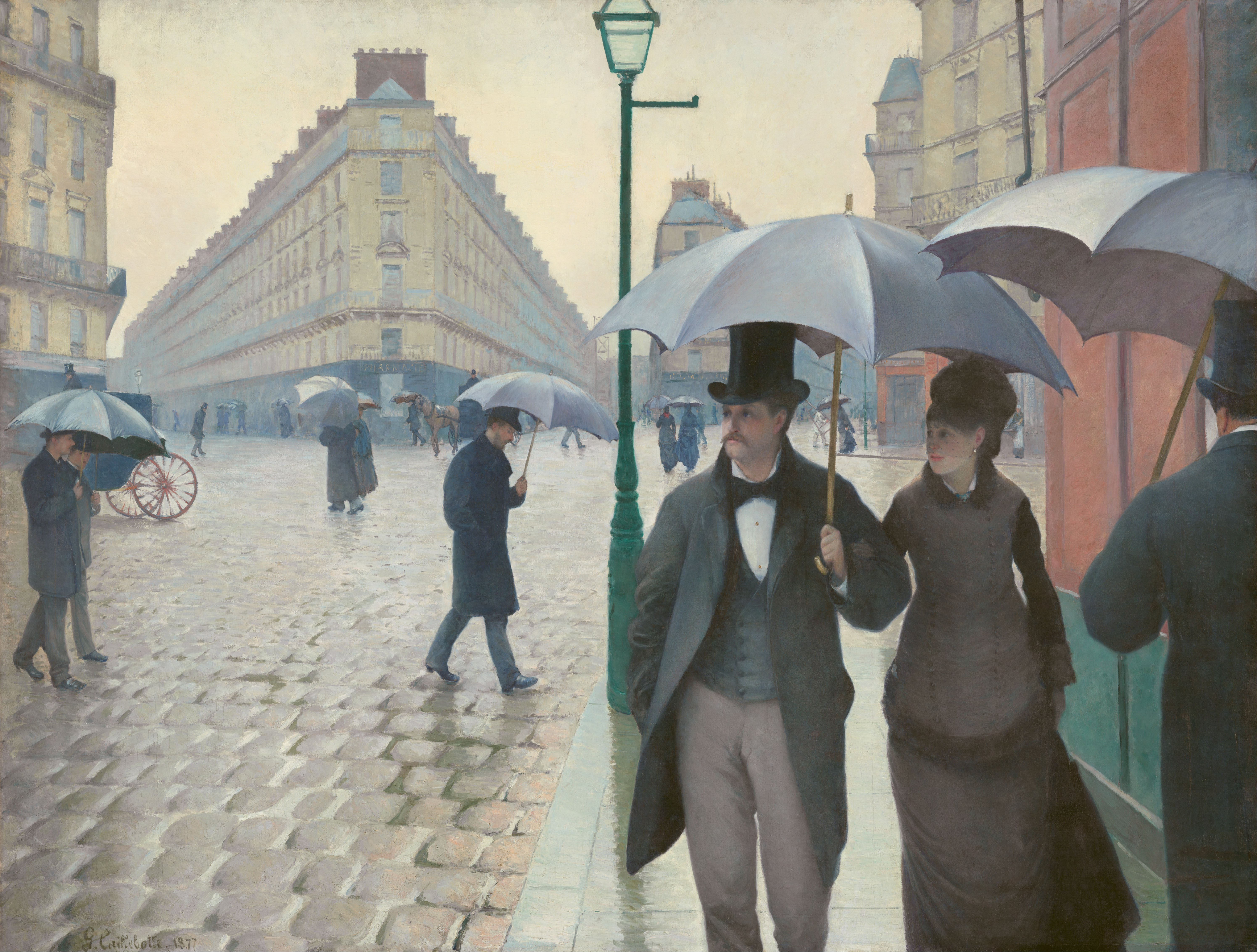
『パリの通り、雨』（1877年） ギュスターヴ・カイユボット

現在の雨傘は軸と骨が金属製で、防水加工した布が張られている物が多く、軽いカーボン製の骨の傘も増えてきた。ただし「匠の傘」と呼ばれる手作りの高級品の軸（シャフト）には天然樹の樫棒が使われる。
手入れ方法は、泥がついたら水洗いする程度で、防水素材なので特に洗剤などで洗濯の必要はないが、濡れたままたたんで放置すると骨の部分が錆びてしまうので、家に帰ったら開いて干して乾かしてから閉じるようにする。
UNICODEでは、雨傘は「U+2602」にコードポイントが割り振られている（☂）。
使用され濡れている雨傘を建築物の内に持ち込まないために、出入り口には「傘立て」が置かれていることもある。一部には、誤って持ち帰ることのないように松竹錠などが付けられているものもある、
また、建築物に持ち込むさいには、しばしば使い捨ての「傘袋」が使用されることもある。

### 日傘

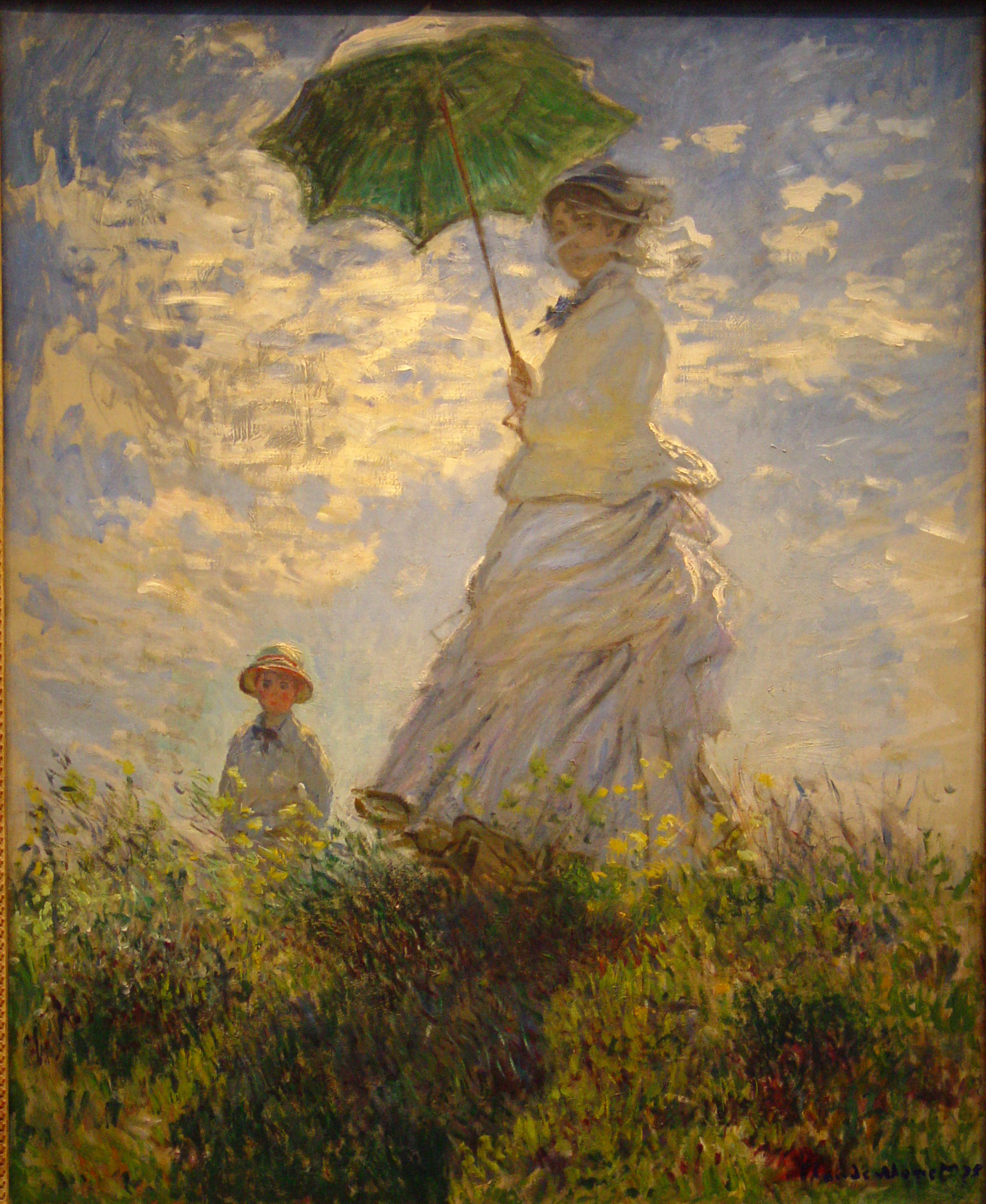
『日傘を差す女』（モネ、1875年）

日傘は、雨ではなく、強い日差しを避けるためのものであり、地面に軸を突き刺して利用する大判のものもある（後述）が、一般に「日傘」と呼ぶ場合は、雨傘と同じく手にもって使う小型のものを指す。大判のものは「パラソル（フランス語: parasol）」と呼ばれることがあるが、parasol は、フランス語の元来の意味では婦人用の日傘を指す。
日傘はその用途上、防水機能よりも紫外線（UV）の遮断・反射機能（UVカット機能）が重視され、装飾性を求めた製品も多い。雨傘と比較して小さめサイズが一般的であるが、大寸のドーム型パラソルも登場してきた。ガーデンパラソルやマーケットアンブレラのように屋外の一定の場所に固定して用いられるものもある。砂浜（ビーチ）で使われるものは日本ではビーチパラソルともいう。
日傘は太陽からの熱線を繊維の内側に蓄え、裏まで熱を通さないように、厚地や二重張りの綿、麻、絹、ポリエステルが使用されることが多い。近年は、それらの生地にアルミコーティングなどを施して、さらに熱や紫外線の遮蔽率を向上させている。手に持っている時の負担を軽くするため骨に軽量化されたカーボン素材など使用したものも多い。
レースなど穴あきの生地を用いるのは通気性を持たせるためであるが、その分、陽射しを通しやすい。そのため、紫外線をカットする加工された生地に重ねるなど、見た目にも配慮した商品が好まれる。
紫外線を通しにくい黒系統（色の濃いもの）、熱が籠もりにくく見た目にも軽やかな白系統やパステルカラーが多く流通している。
日傘と文化
天和元禄のころは子供用であったが、寛延になると成人も使うようになった。その後、江戸幕府は日傘をぜいたく品として奢侈禁止令を出した。
現代において手持ちの日傘を用いる習慣があるのは、主に日本である。19世紀にはフランスで流行した時期があったもののその後に廃れ、紫外線を遮ることに対して関心の薄い欧州では使われなくなった。他に韓国では、使われることがあっても年配者のものという認識が一般的だが、若者の間に浸透しつつもある傾向もある。フランスでは往時、扇子と共に、投げキスをする時のアイテム（どちらもおそらく閉じた状態）にもなっていた。

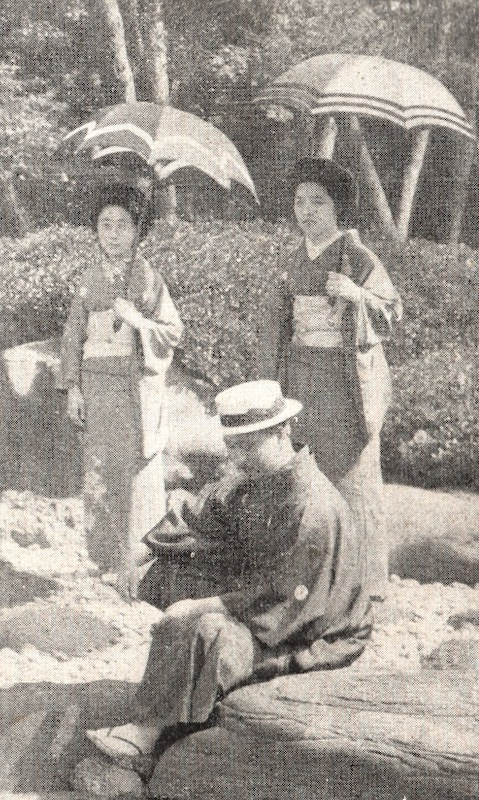
庭園でくつろぐ高橋是清の家族。日傘は当時最先端のアイテムであった（1920年）。

日本では、大正から昭和初期にかけて洋風文化が広まるにつれ、和装にも日傘やクラッチバッグなどの洋式服飾小物を合わせることが流行し、その後、女性用のアイテムとして一般化していった。
かつては男性はほとんど利用しないという状況であったが、昨今は男性も熱中症予防、クールビズのアイテムの一つ、また強い陽射しによる皮膚へのダメージ（直射日光及び発汗に伴う皮膚疾患（肌荒れ、メラノーマなど））を懸念した観点からも、愛好家が増えており、売り上げも年々伸びてきている。2011年7月に環境省が発表した『ヒートアイランド現象に対する適応策の効果の試算結果について』」の中で「ストレスの観点からは男女問わず日傘を活用することが望ましい」「男性用日傘の商品開発・普及等も並行して進める必要があります」と公式に発表している。また2013年新語流行語大賞には「日傘男子」がノミネートされた。沖縄県では「沖縄日傘愛好会」がありパレード等を実施。2017年には埼玉県庁ではJUPA（日本洋傘振興協議会）の支援で「日傘男子広め隊」が結成されて男性用日傘の普及に努めている。1999年に結成された「男も日傘をさそう会」も 環境省の支援を受けて普及活動を継続する。
小学校では、子供の熱中症を予防するため使用を推奨する学校もあれば、事故を懸念して禁止する学校もある。

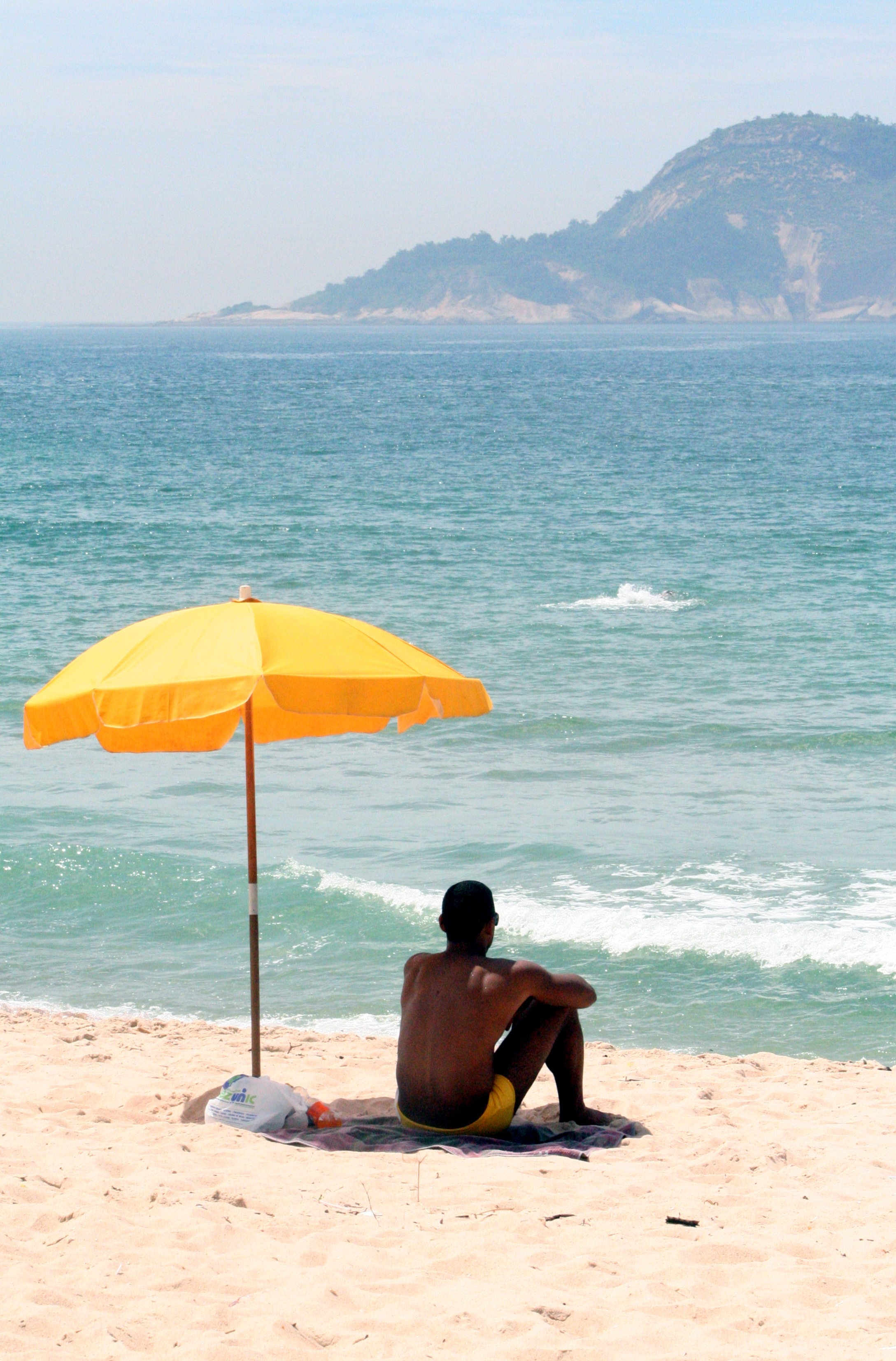
ビーチパラソル

### 晴雨兼用傘
日傘の普及に伴い、特に雨天でも使用可能を謳って商品化された日傘も存在する。通常の日傘よりも布の目が細かく、透水性のない仕様になっているが、あくまで「日傘としても使える雨傘」ではなく、「不意の雨でも使える日傘」といった位置付けがなされており、そのデザインや大きさなどは日傘に準ずるものである。
「晴雨兼用」というキャッチコピーは、雨と晴の両用という誤解を受けやすいため、日本洋傘振興協議会は2007年頃より、業界標準呼称として「晴雨兼用パラソル」という用語を用いるようになった。近年は雨傘をベースにして、日傘のUVカット機能をもたせた「雨晴兼用」と呼ばれるものが出ている。両用語は酷似しているが、ニュアンスは異なる。

## 和傘と洋傘
傘は材質・地域によって大まかに和傘と洋傘に区別される。手で持つ棒（軸=中棒=シャフト）の先端から放射状に細い棒（親骨）を出し、これに薄い幕（傘布）が張られているという基本構造、及び未使用時には折り畳んで収納可能という点は両者に共通するものであるが、和傘が主に紙（油紙…防水加工した和紙）や竹を、洋傘が防水加工した木綿、絹、ナイロン、ポリエステルなどを材料とする所に大きな違いがある。

### 和傘

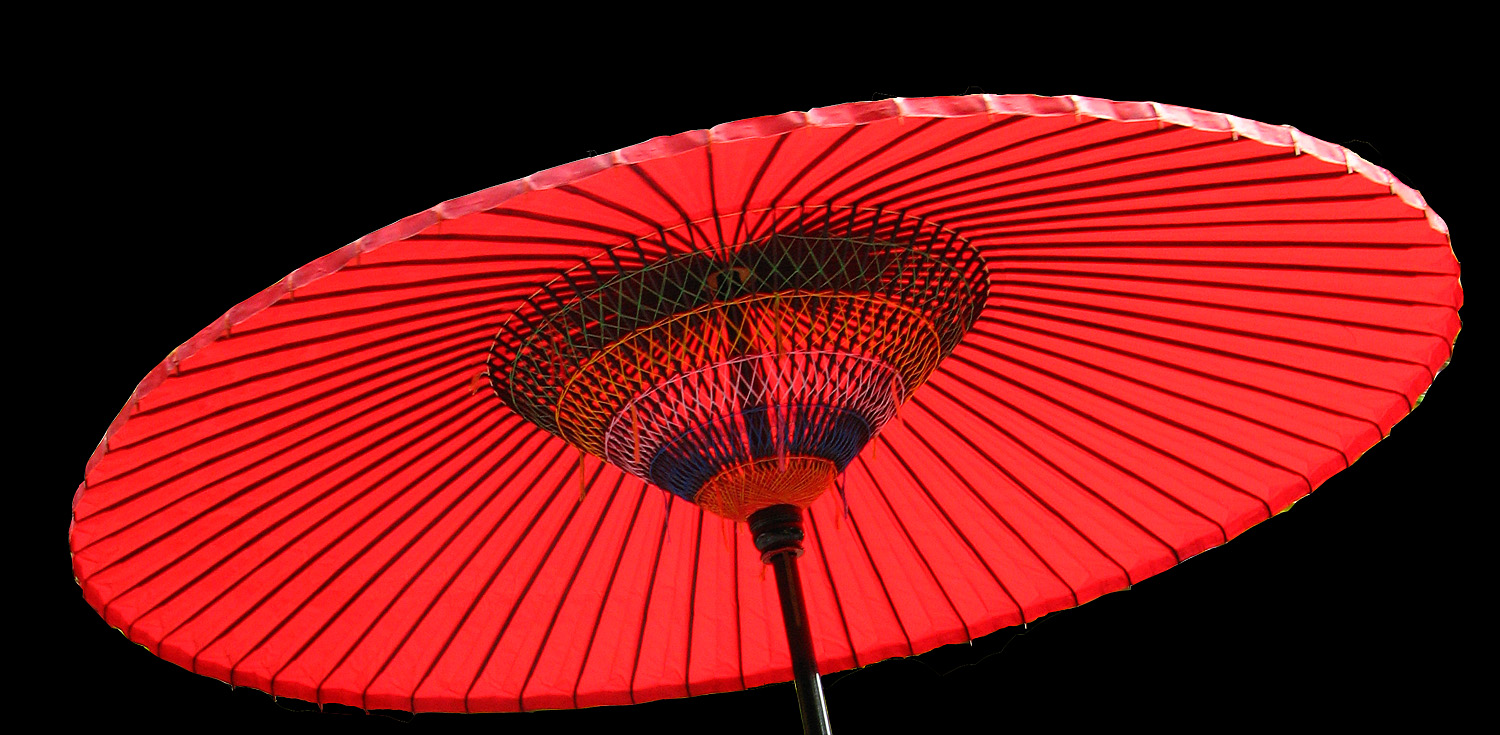
京和傘

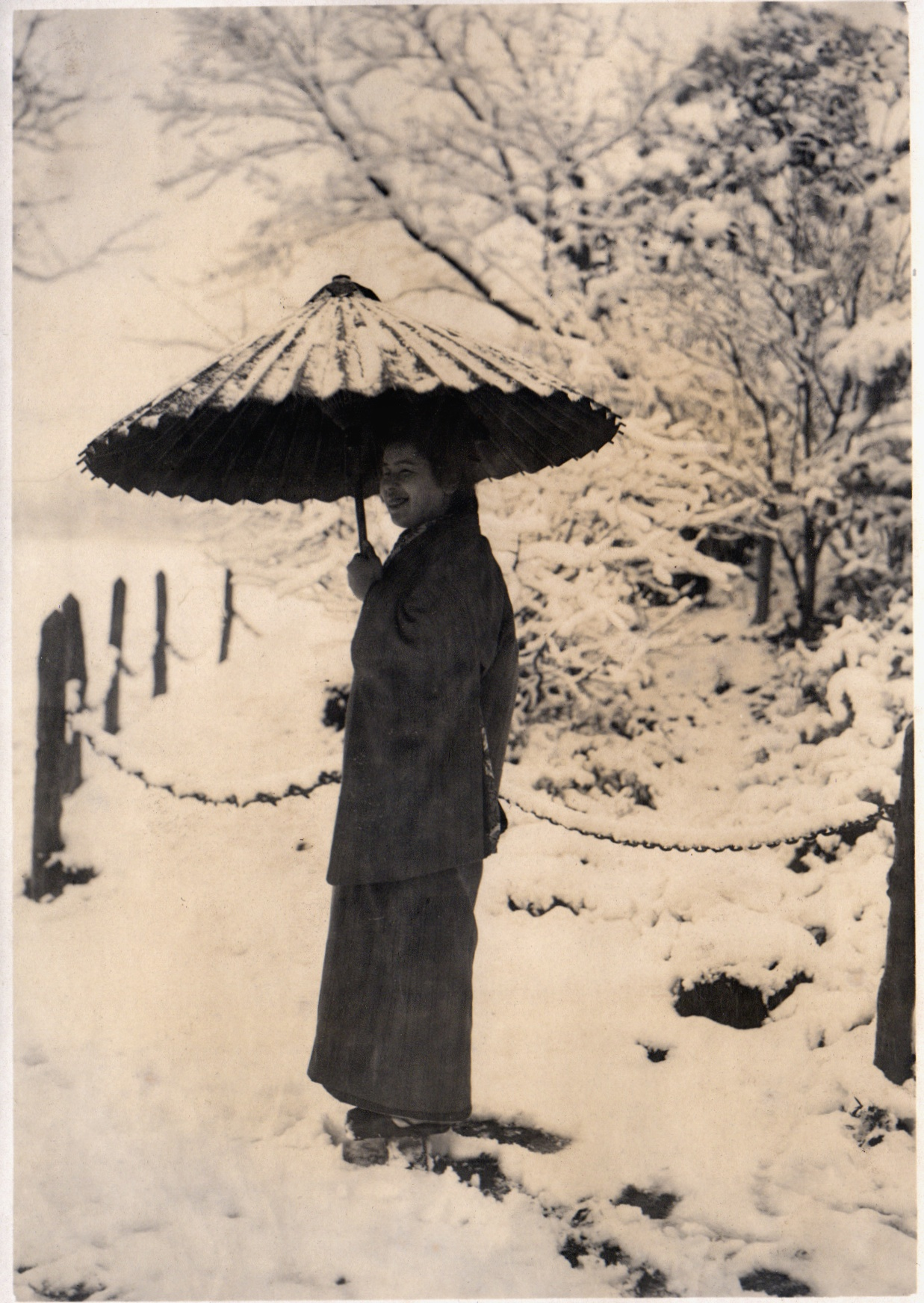
雪の中で和傘をさす様子（1914年）

傘が日本に伝来した時期は不明であるが、欽明天皇の時代には百済が仏具の傘である幡蓋を献上して来たとあり、導入当初から「唐傘（からかさ）」と呼称されたとの説が一般的で、日本で独自に開閉式に改良されたものを、唐繰傘（唐繰は絡繰と同義語）と呼称したことから略して「唐傘」と呼称されるようになったとも。
和傘はおもに竹を材料として軸と骨を製作し、傘布に柿渋、亜麻仁油、桐油等を塗って防水加工した油紙を使った。
和傘には番傘（ばんがさ）や蛇の目傘（じゃのめがさ）、端折傘（つまおれがさ）などの種類があり、蛇の目傘は、傘の中央部と縁に青い紙、その中間に白い紙を張って、開いた傘を上から見た際に蛇の目模様となるようにした物で、外側の輪を黒く塗ったり、渋を塗ったりするなどの変種も見られる。

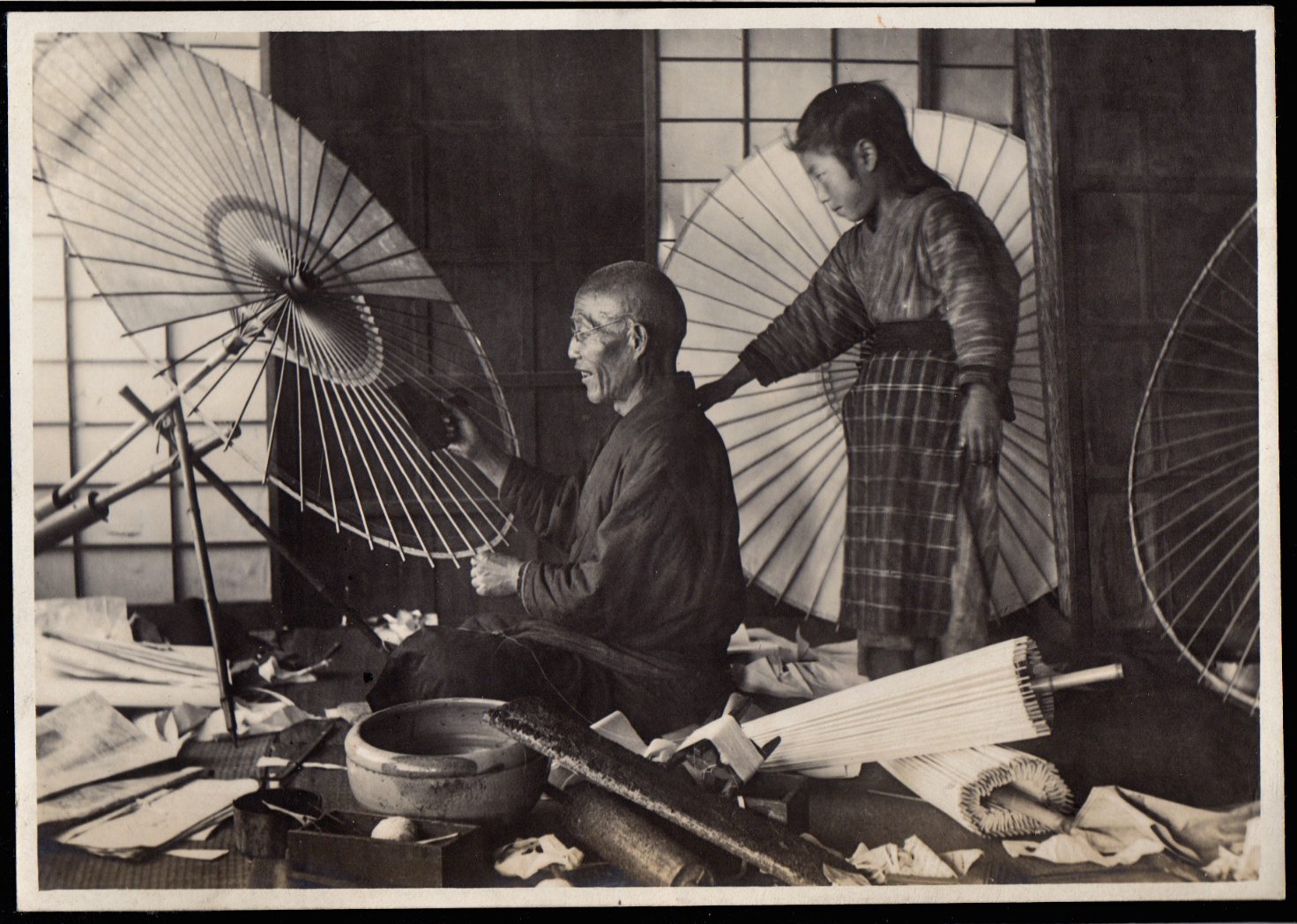
和傘貼り(1914年)

洋傘の骨が数本程度であるのに対して、和傘の場合、大きさにもよるが数十本の骨が用いられる。これは洋傘と傘の展開方法が異なるためで、余った被膜を張力で張るのではなく、竹の力により骨と張られた和紙を支える仕組みとなっているためである。すぼめた際に和紙の部分が自動的に内側に畳み込まれる性質を持つ。
和傘は防水性には大変優れているが、耐久性に優れているとは言えず、また自然素材を多用した結果、洋傘に比べて重いという欠点がある。そのため、上向きに展開するには重量が過大で、過度な力がろくろや骨にかかることを避けるよう、展開の際には一般的に下向きに展開し、その後上に向ける。洋傘のように逆さに傘を立てて保管すると雨水が頭頂部にたまり、浸水により破損する危険があるため、天井や軒先から吊るすように保管する必要がある。和紙を多用するため、虫食い、湿気による侵食、多雨時の防水性にも問題が生じる。また、長期で利用すると素材の特性で色が移り変わる。雨傘の場合、長期使用しないと防水用の油がくっつき、展開に手間取る場合がある。
大相撲の力士は、幕下以上に上がらなければ和傘を差すことを許されず、三段目以下は洋傘となる。

#### 和傘の歴史

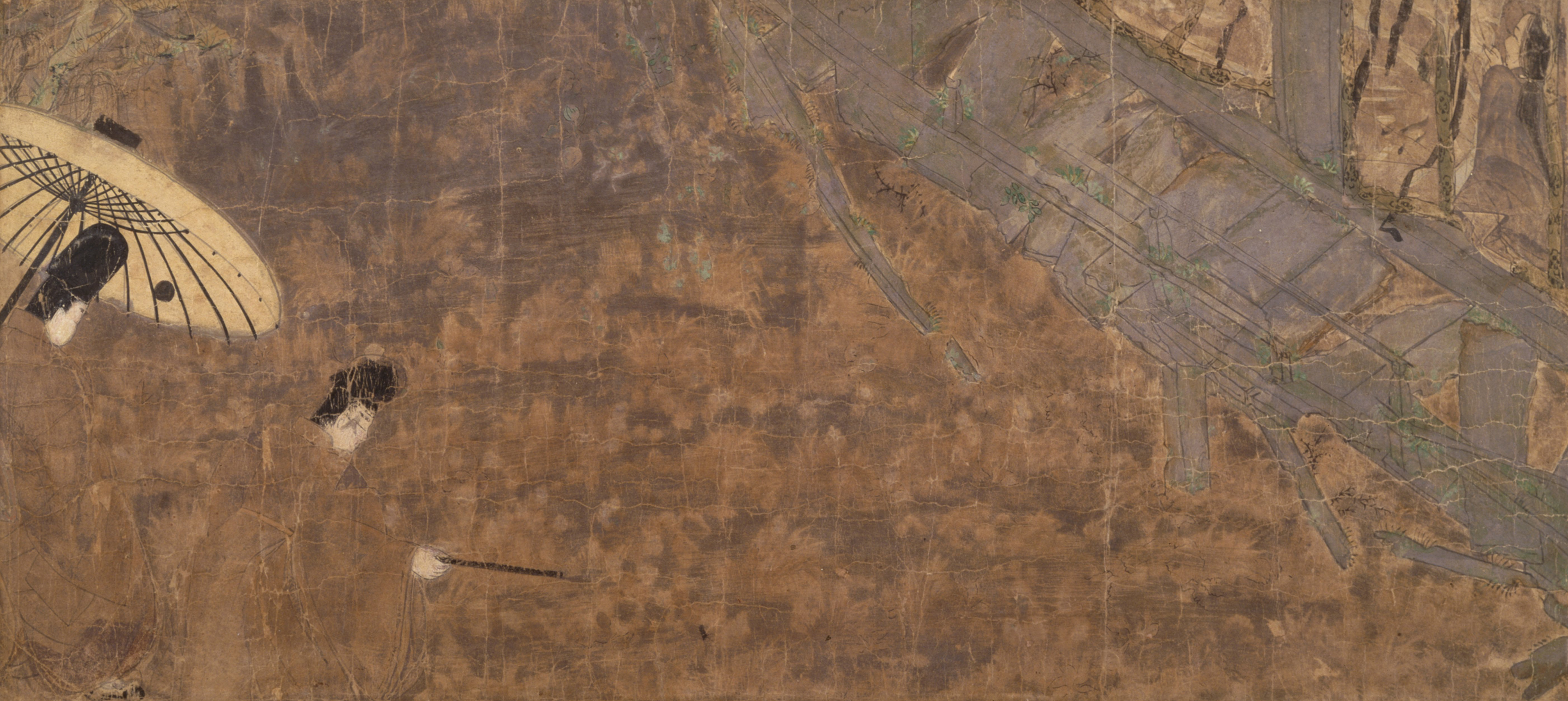
『源氏物語絵巻』蓬生（平安時代後期）

東洋では、傘はまず魔除けなどの目的で、貴人に差しかける天蓋（開閉できない傘）として古代中国で発明され、その後に日本に伝えられ「きぬがさ」（絹笠、衣笠）と呼ばれた。
平安時代に製紙技術の進歩や竹細工の技術を取り込んで改良され、安土桃山時代には和紙に油を塗布する事で防水性を持たせ、現在と同じ用途で広く使用されるようになり、ろくろを使って開閉させる事ができるようになった。それと共に傘を専門に製作する傘張り職人が登場して、技術が進歩し、『七十一番職人歌合』には傘張り職人の姿が描かれているほか、奈良の大乗院には唐傘座が組織された。江戸時代になると分業制が発達し広く普及するようになった。

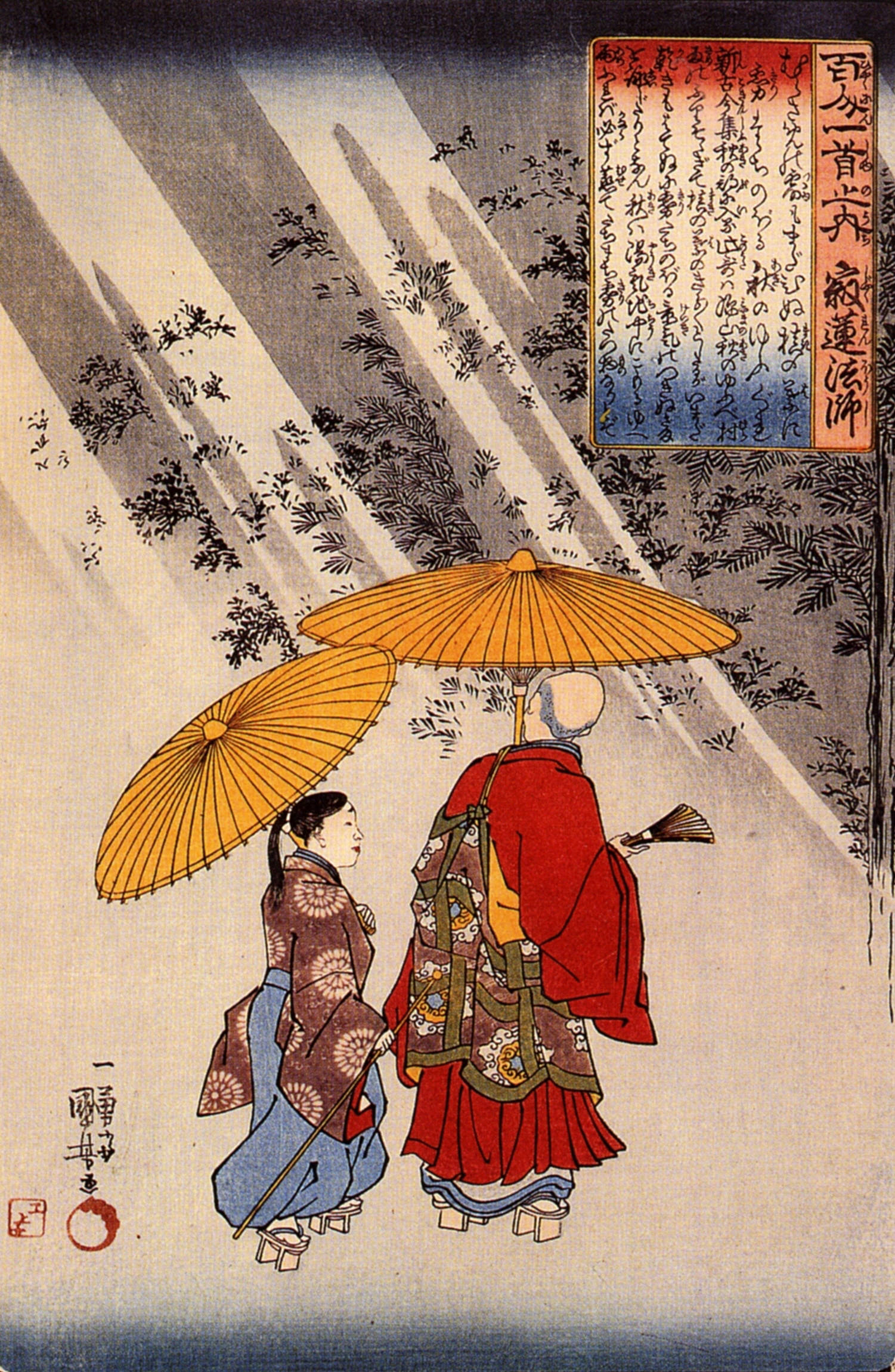
『百人一首 寂蓮法師』歌川国芳

元禄年間からは柄も短くなり、蛇の目傘がこの頃から僧侶や医者達に使われるようになったほか、その広げた際の面積の大きさに着目し、雨天時に屋号をデザインした傘を客に貸与して、店の名前を宣伝してもらうといったことも行われたほか、歌舞伎の小道具としても使われるようになった。浮世絵『名所江戸百景』「大はしあたけの夕立」（1857年）には激しく降る夕立に傘をすぼめて急ぐ町人の姿が生き生きと描かれており、喜多川歌麿の美人画にも傘をさしている町人の姿が多く見られ、このことから当時から既に生活必需品として広く普及していたことがうかがえる。また、その製作過程は分業化され、江戸時代には失業した武士が副職として傘を製作することもあった。長野県下伊那郡喬木村における阿島傘などはその一例で、今日でも同村の特産品となっている。

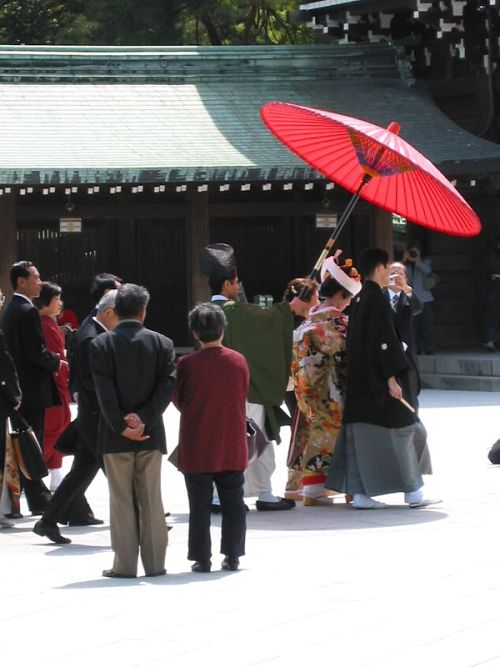
明治神宮の結婚式

しかし明治時代以後の洋傘の普及により、和傘は急速に利用されなくなっていった。現在では雨傘としての利用はほとんどなく、観光地での貸し出しや、日よけ用として旅館や和菓子屋の店先、茶の湯の野点用などに、持ち歩くのでなく固定して利用される程度である。現在では岐阜市（岐阜和傘）、京都市、石川県金沢市、鳥取県米子市淀江町、愛媛県松山市等に少数の和傘製造店が残っている。
和傘の大きさは通常、実用的サイズで製作されるが、一方で大きな和傘の製作も企画などで行われている。昭和38年にはアメリカ合衆国の企業の依頼で、岐阜和傘産地では当時日本一となる直径5.7mの和傘を製作した（岐阜市歴史博物館展示より）。その後、平成元年（1989年）に長野県喬木村の阿島傘が日本一プロジェクトで直径6m、重さ240kgの和傘を製作し、日本一を更新。さらに平成14年（2002年）には大分県中津市の和傘工房「朱夏」がイベントで直径10mの「中津和傘」を製作し日本一の大きさとなっている。

### 洋傘
構造的には、大別して、骨を折り畳んで収納できる折り畳み傘と、折り畳めないものに分かれる。折りたたみ傘は、収納時の大きさと骨の長さに応じて骨が2段階、あるいは3段階に折れ曲がる構造である。日本では洋傘について家庭用品品質表示法の適用対象としており雑貨工業品品質表示規程に定めがある。
通常、洋傘の骨は6本または8本だが、デザインや耐久性の点から和傘同様に16本や24本としたものもある。特に16本のものは、菊の紋章の花弁数と同じであるため、皇室で使われている。
イギリスのジェントルマンの中には、専門の業者に依頼して細くきれいに巻かせたものを使う人もいる。

#### 洋傘の歴史

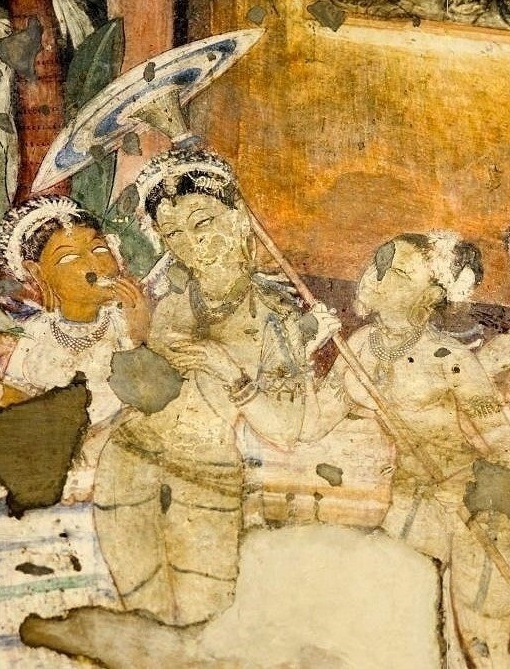
アジャンター石窟群壁画

傘が使われ出したのは約4000年ほど前と言われ、古代エジプト、ペルシャなどの彫刻画や壁画に残っている。古代ギリシャでは祭礼のときに神の威光を表すしるしとして神像の上にかざしていた。紀元前7世紀のアッシリアの壁画には、国王の頭上に天蓋のようにかかげてあるのが描かれている。インドでは傘はもともと酷暑の貴族や高僧の日除けに使われていて、吉祥をもたらす八つの物の一つと数えられている。
傘が一般的に使われ出したのは古代ギリシャ時代で、アテナイの貴婦人たちが日傘を従者に持たせて歩いている絵が残っている。そのころの傘は開いたままですぼめることはできなかった。

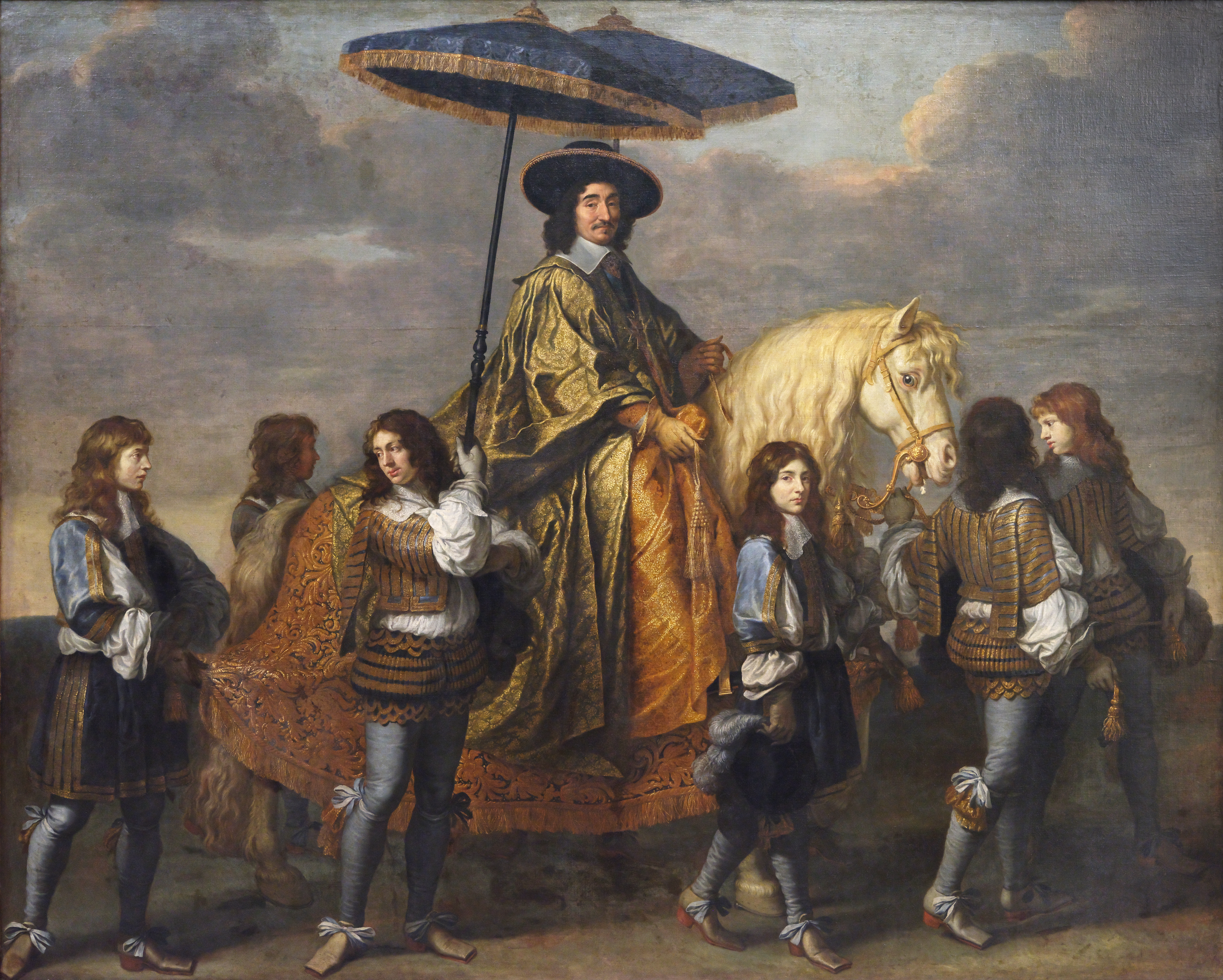
フランスのピエール・セギエ

ヨーロッパでも傘は天蓋から発達した。ヨーロッパにおいて永らく傘は贅沢品であり、富と権力の象徴だった。遺言書に傘を誰が継ぐのか、を書くことも珍しくなかったようである。それ故に、洋傘と比べて材料費が安く、比較的安価に手に入った和傘を使っていた日本人と比べて傘に対する見方が違い、日本で安価な材料で作られ、低額で売られているビニール傘などを見て驚くヨーロッパ人がいるともいわれる。
今日のような開閉式の傘は13世紀にイタリアで作られたといわれているが、傘の親骨（フレーム）には鯨ひげや木を使っていた。イタリアで作られた日傘はスペインやポルトガルに広がった。
フランスへは1533年にフィレンツェのメディチ家のカトリーヌがアンリ王子（のちのアンリ2世）に嫁いだときに伝えられたといわれている。17世紀のフランスでは、町中で2階から投げ捨てられる汚物（糞尿）を避けるために女性には傘が必需品だった。
イギリスでは、18世紀頃に現在の構造のものが開発された。傘の開発当初は、太陽から肌を守るため、つまり、日傘として開発され、雨の日は傘をさす習慣がなく濡れていた。ある1人の紳士が雨の日に傘をさし笑われたとも言われている。しかし、時が経ち、その紳士のマネをするようになり次第に雨の日の必須アイテムとなった。当初、雨傘は女性の持ち物とされていたが、1750年、慈善家で旅行家であり、著述家、商人でもあったジョーナス・ハンウェイが雨傘を使用したことをきっかけに男性にも大幅に普及した。彼がペルシャを旅行中に見つけた中国製の傘が雨傘として使われていたのに感激し、これを広めようと思って防水を施した傘をさしてロンドンの町を歩いたという。女性の持ち物とされていた傘を、男性は雨の日には帽子で雨をよけるのが当たり前で雨具として男が傘を使うのはペチコートを着るのと同じことだというほど奇異に思われる時代に、その大胆さは変人扱いを招いたとされる。ところがジョナスが約30年間も手に持ち歩き雨傘として使い続けたことで、イギリスの男たちの目にも次第に傘が見慣れたものとなっていったという。

## 洋傘の普及
洋傘の普及に伴ってジャンプ傘、折り畳み傘、ビニール傘などが汎用化するに至っている。日本で初めて洋傘を扱ったのは東京市京橋区南伝馬町の坂本商店（店主・坂本友寿）で、同店は江戸時代から続く人気の白粉「仙女香」の製造販売元だったが、明治維新をきっかけに新商売として洋傘やステッキの輸入販売を始めた。明治5年には舶来品の洋傘をもとに、甲州（山梨県）の甲斐絹を使って洋傘の製造も始め、明治20年には長男の坂本友七がフランスのパリに5年間留学して洋傘の製造や流行を研究し、日本国内での洋傘の先駆者としてその普及に貢献した。小石川区の岩崎清春は白山御殿町に工場を建てると、横浜のイギリス商館より原材料を買い入れて1878年（明治11年）2月より洋傘骨の製造を開始。明治後期には日本製の洋傘は重要な輸出産品のひとつにまで成長している。
日本洋傘振興協議会によると日本における傘の年間消費量は1億2000万～1億3000万本で、サレジオ工業高等専門学校の推計ではビニール傘は約6000万～8000万本消費されている。

### ジャンプ傘（ワンタッチ傘）

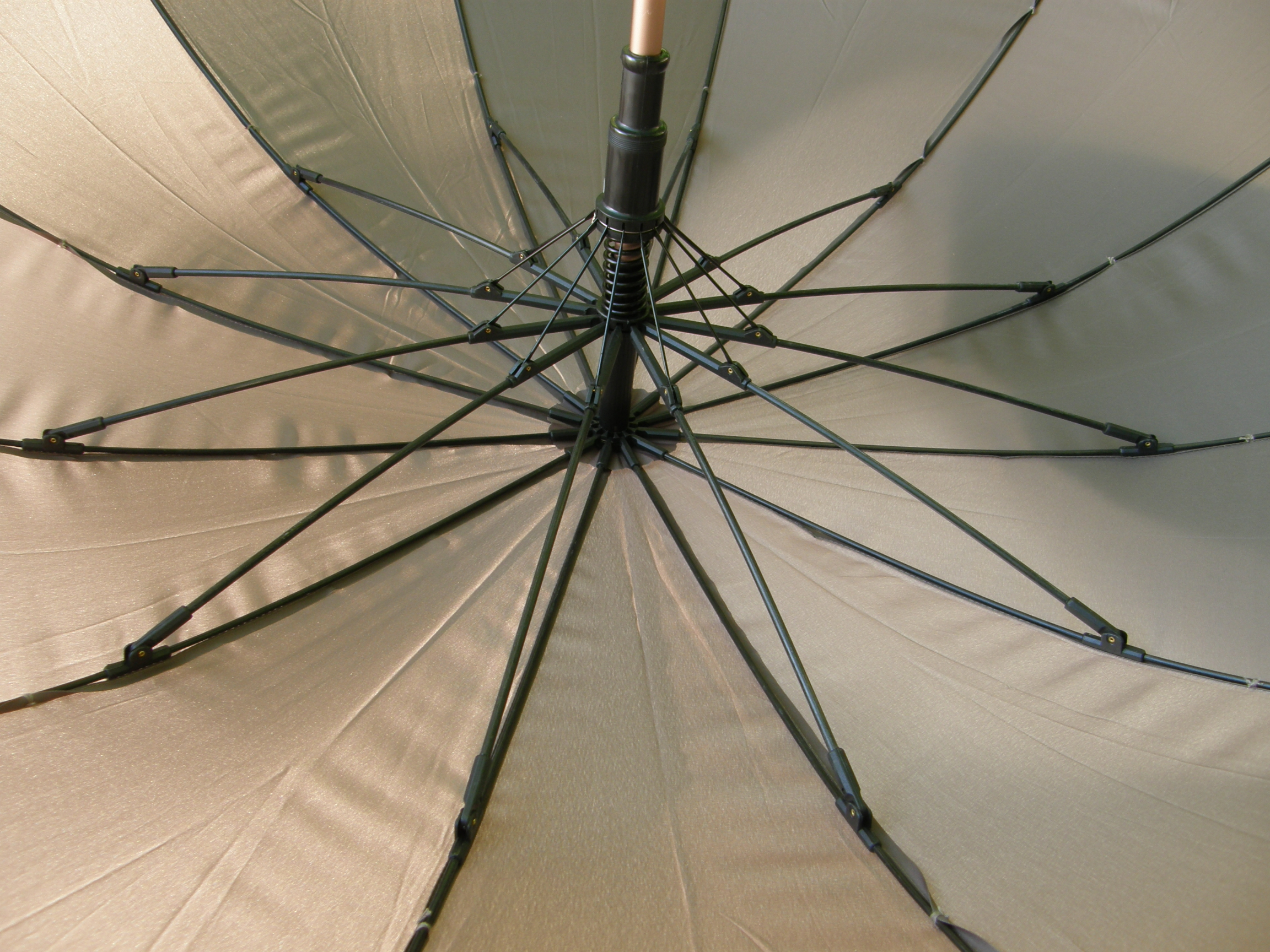
ばねの付いた傘

傘を開く際には、各骨を支える棒（受骨）を束ねた部分（下ろくろ＝ランナー）を、軸に沿って押し上げる必要がある。これをばねの力を利用して自動化したものが「ジャンプ傘」と呼ばれるもので、最近では閉じることも自動化したものが製作されている。傘を開くときは周囲に人がいない方に向けて、危険のないように注意する。

### 折畳み傘

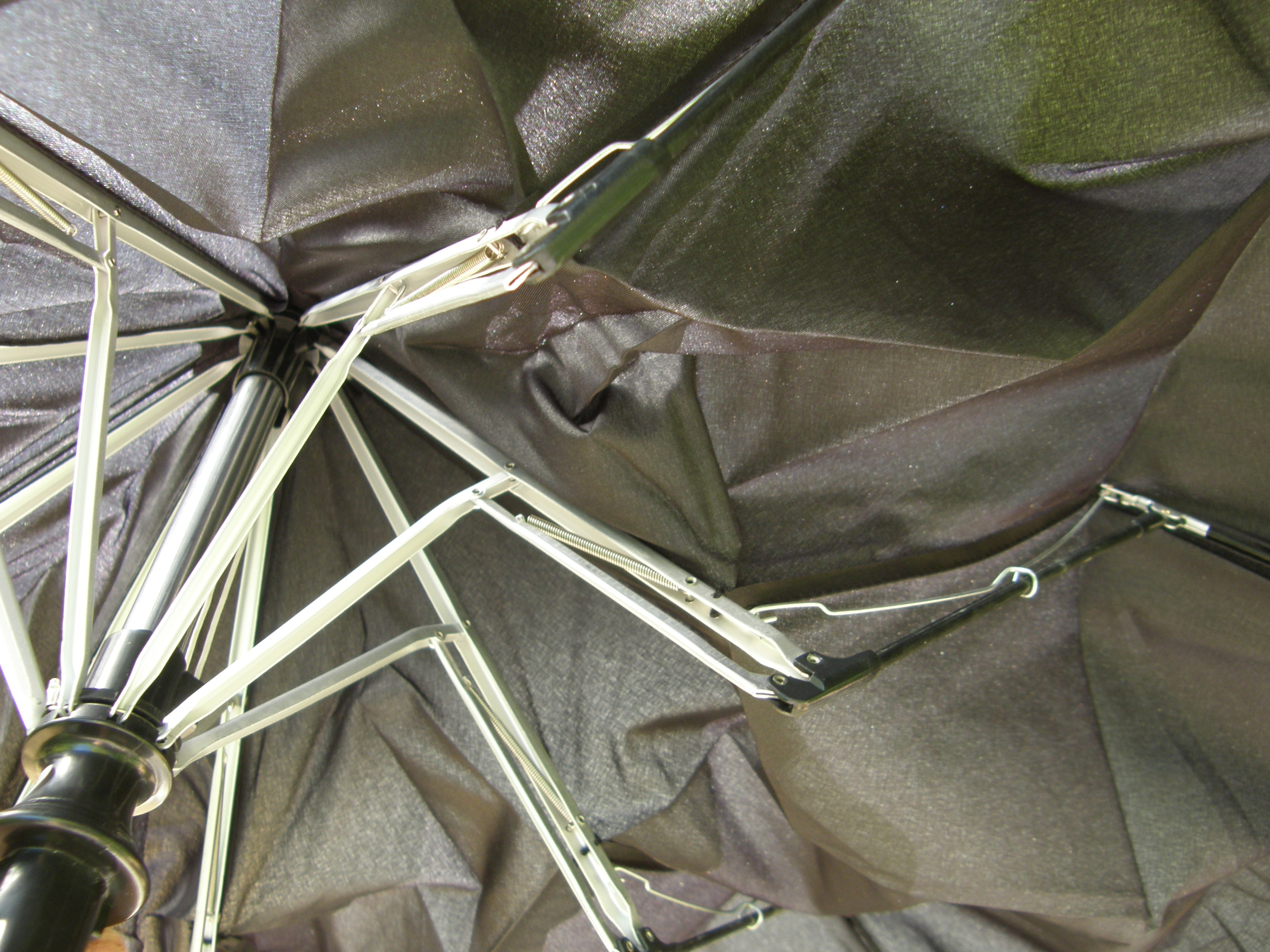
折畳み傘の内側

親骨（リブ）の部分が二段階に折れ曲がるとともに、中棒の部分も大管に小管が収まることで小さく折り畳めるようになっている傘。洋傘のうち、折畳み傘以外のものを「長傘」（ながかさ）ということがある。
1928年、ドイツのハンス・ハウプトが発案、1932年に特許を取得した。同特許の許諾を得たクニルプス社が製造・販売を行い、現代でも折畳み傘のトップブランドである。日本でも同様製品が製造され、当初は特許使用料の制約もあって高価な傘という位置づけだったが、現在では降水確率の低い日の外出携帯用として広く用いられている。
三段階以上に小さく折り畳める構造のものもある（日本で三段折りのミニ傘が初登場したのは1960年という説がある）。

### ビニール傘
近年では中棒（中軸）や各骨を最小限の強度を満たすだけの素材で構成し、傘布にビニールシートを使った「ビニール傘」が廉価で販売される例が定着し、広く認知されている。
日本は世界で一番ビニール傘の消費量が多い。
2000年頃までは100円～200円程の価格で買える低価格の透明なビニールで作られたビニール傘が主流であり、傘の大きさもそれほど大きいものではなかった。2010年頃からは価格が上がり、白色のビニールで作られた傘が400円～500円程の価格帯で販売されることが多くなった。傘の大きさも値段の上昇に合わせるように従来品に比べ少し大きめになった。
また、東京ヤクルトスワローズの熱心な応援団は、自軍の安打でチャンスが広がったり得点が入った際、青・緑・ピンクなどのビニール傘を広げて自軍の応援歌『東京音頭』を合唱するのを好む。

#### ビニール傘の歴史
出典は特記ない限り脚注を参照。
- 1721年　江戸幕府御用達の傘問屋の武田長五郎商店が創業。これが後に傘製造企業ホワイトローズ株式会社（東京都台東区）へと改組する。
- 1949年　ホワイトローズ9代目社長須藤三男がシベリア抑留から解かれて帰国。既に傘の販路は大手企業に抑えられていた為独自商品を模索する。
- 1953年5月　進駐軍のビニール製テーブルクロスの形状に着想を得て、当時色落ちに悩まされた綿張りの傘に被せるビニールクロスを350円で発売。「傘にカバーをかぶせる」という奇抜な発想だったが、傘布の色落ちに悩む顧客は多く、相当な人気を博した。
- 1953年以降　色落ちしないナイロン地の傘が増え、傘カバーの売上が急減。
- 1958年　ビニール傘第一号が完成。これは透明ではなく、梨地で乳白色をしていた。問屋からは布傘の競合品として扱いを拒まれ、納入予定先の大手商社との商談も不調で販路に窮し、当時のビニール傘は価格も高価だったという理由もあって、発売当初は売上を伸ばせなかった。やむなく当時の小売繁華街だった地元上野から、傘を扱っていなかった銀座の路面店に移り、店頭委託販売営業を積極的に展開。
- 1964年　東京オリンピックで来日したアメリカ人が、冬に雨が多く体を覆う傘が好まれるニューヨークで売りたいと持ちかける。須藤三男は専用の透明素材を企業に開発させて透明なビニール傘を完成させる。ニューヨークでは飛ぶように売れた。
- 1964年以降　週刊誌やキー局のテレビ番組が「銀座では中が透ける傘が流行しているらしい」と紹介し、その知名度は全国区となった[33]。
- 2000年の日本映画『バトル・ロワイアル』が外国で上映される。北野武演じる「キタノ」が雨の中、ビニール傘をさして登場するシーンで観客からどよめきが起こる（欧米や欧州では布製の傘が主流であるため、透明なビニール傘は斬新でスタイリッシュに映った）。その後、ビニール傘を自国で販売したいとの問い合わせがメーカー各社に多数あったという。
- 2008年、イギリスの女王エリザベス2世がビニール傘を製造しているフルトン社に王室御用達を授与。翌年に工場を視察している。
- 2010年、同年の秋の園遊会で美智子皇后がホワイトローズ社製のビニール傘を使用[34]。

知名度が向上した後はホワイトローズに留まらず、最盛期には約50社の傘メーカーで大量生産が行われた。低廉化が図られるとビニール傘は「便利で安価な傘」と認識され、特に1970年代から1980年代以降には著しい需要の拡大を見せた。それでも1980年代前半の国内の洋傘総生産量は4000万本程度で、ビニール傘の割合もこの内の20％程度だった。関税がかからないという理由でアメリカ向けのビニール傘の組み立て拠点としていた台湾国内に技術が流出すると、台湾企業にアメリカ市場が奪われ、次いで日本市場も蚕食されてゆき、1987年には輸入品が国産品を逆転した。
バブル崩壊を受け、安価な製品の需要がさらに高まり、2000年代になると、仕入れ価格の優位性から、ビニール傘製品の95%以上を中国製の輸入品が占めるようになり、日本国内でさらに安価な小売価格で販売されるようになることで年々需要が逓増し、日本国内におけるビニール傘製品の販売数は2004年に4000万本、2006年に6000万本を超え、以後は毎年6000 - 7000万本と横ばいとなって現在に至っている。日本国内における傘製品の年間総販売本数は、長年1億 - 1億3000万本で推移しており傘製品全体の需要はさほど伸びていないが、その中で現代の中国製ビニール傘は、傘製品内の内訳50 - 60%を誇る分野となっている。
また日本以外の国では英国の女王エリザベス2世が視認性の高さから英国王室御用達（2008年授与）のフルトン社製のビニール傘「バードケージ」を使用している。エリザベス2世のビニール傘は、ハンドルと縁の色を服装の色を揃える特製であり100を超える服装の色の数だけビニール傘はあると考えられている。
近年では、納入先である日本側の各社の低価格品要求が厳しくなるにつれ、受注する中国企業側も、人件費・用地や設備維持費などが上昇してきた中国沿岸部の能力の高い工場から、人件費・維持費が非常に安価だが製造技術や運営状況が充分とはいえない内陸部の工場へ発注せざるを得なくなった。このため、最近の日本国内で100円程度で販売されているビニール傘は非常に品質信頼性が低いとされている。現在では中国沿岸部の工場は、中棒や傘布がしっかりとした製品や、ビニール傘でも厚手のビニール材を用いた65 - 75cm径の大型製品などの製造に特化しており、こちらは日本国内でも600円から数千円程度で販売されている。いずれにしても、現代日本の傘市場においては、2006年の国内生産量は159万本にすぎず以降も横ばいで、2008年の洋傘輸入量が1億2900万本に達しその99%を占める中国製品に比較すると圧倒的に劣勢であり、現状はビニール傘にとどまらず、傘製品のほとんどを中国製品の輸入に頼らざるを得ない状況となっている。
2011年時点で自社工場を持つ唯一の国内企業であるホワイトローズ社は高級路線に特化し、上皇后美智子も使用した女性専用傘や、雨天時に読経する僧侶専用の大型傘、他には純度が高く透明性の高い厚手ビニール材を用い、中棒・各骨に細かい加工を施し、手元に精巧なフェイクバンブーを用いた、親骨10本組み65cm径の高級ビニール傘（商標名「カテール（「勝てる」をイメージして命名」）等を製造している。これは4000円程度と高価なビニール傘であるにもかかわらず、選挙運動の際の雨よけを目的とする縁起物として、候補者の議員秘書や運動員が選挙のたびにホワイトローズ社まで買付けに訪れるなど、開発当初から一定の需要を持つ。

#### 販売
ビニール傘は、現在では身近な店舗でどこでも安価に購入・手当できるため、特に若年層を中心として、高降水確率の日以外は外出時に傘を携帯しない傾向が定着し、従来は低降水確率の日の定番携帯用製品であった折畳み傘の需要を引き下げている。

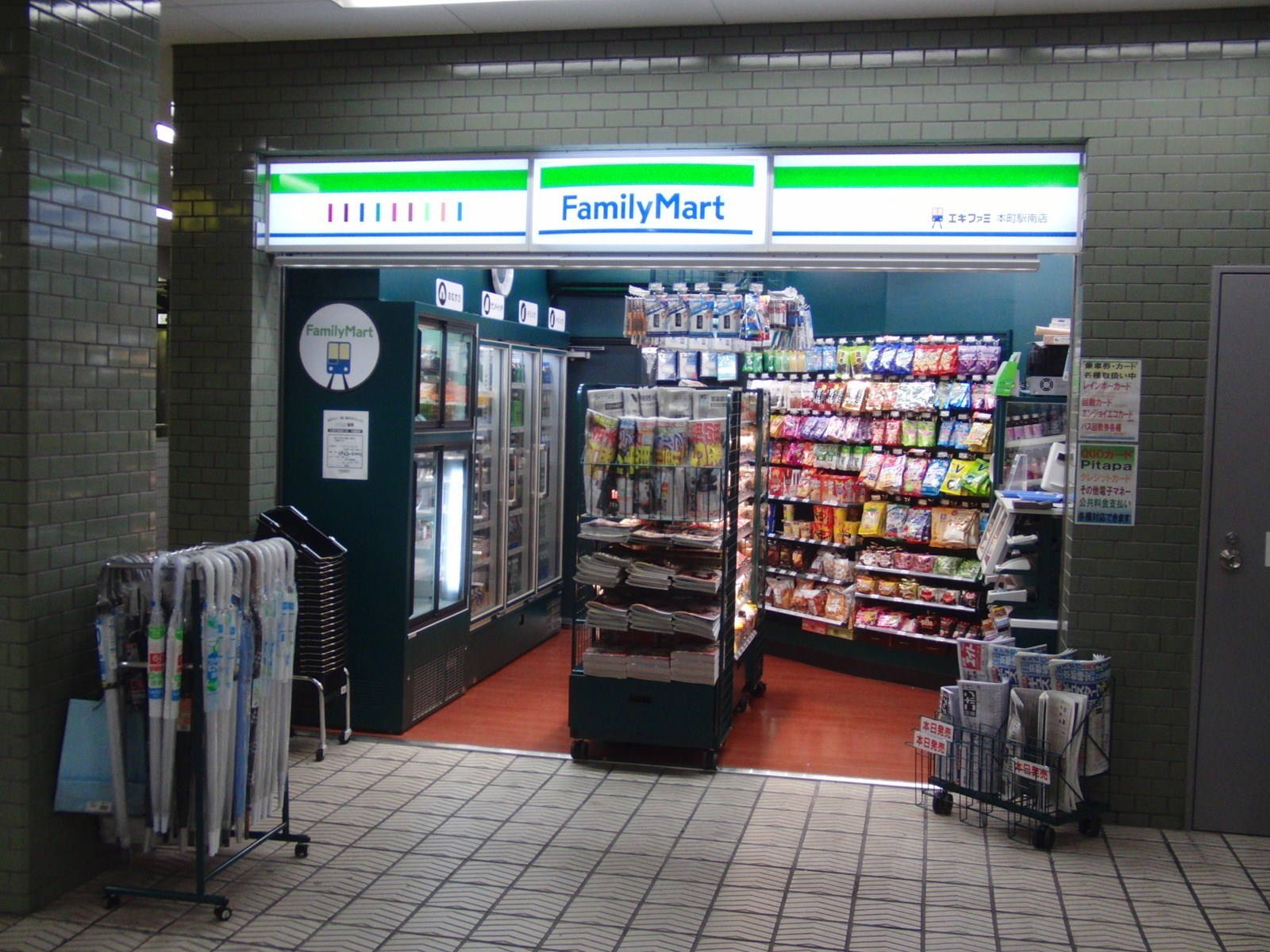
コンビニエンスストアの店先（左）に置かれた傘
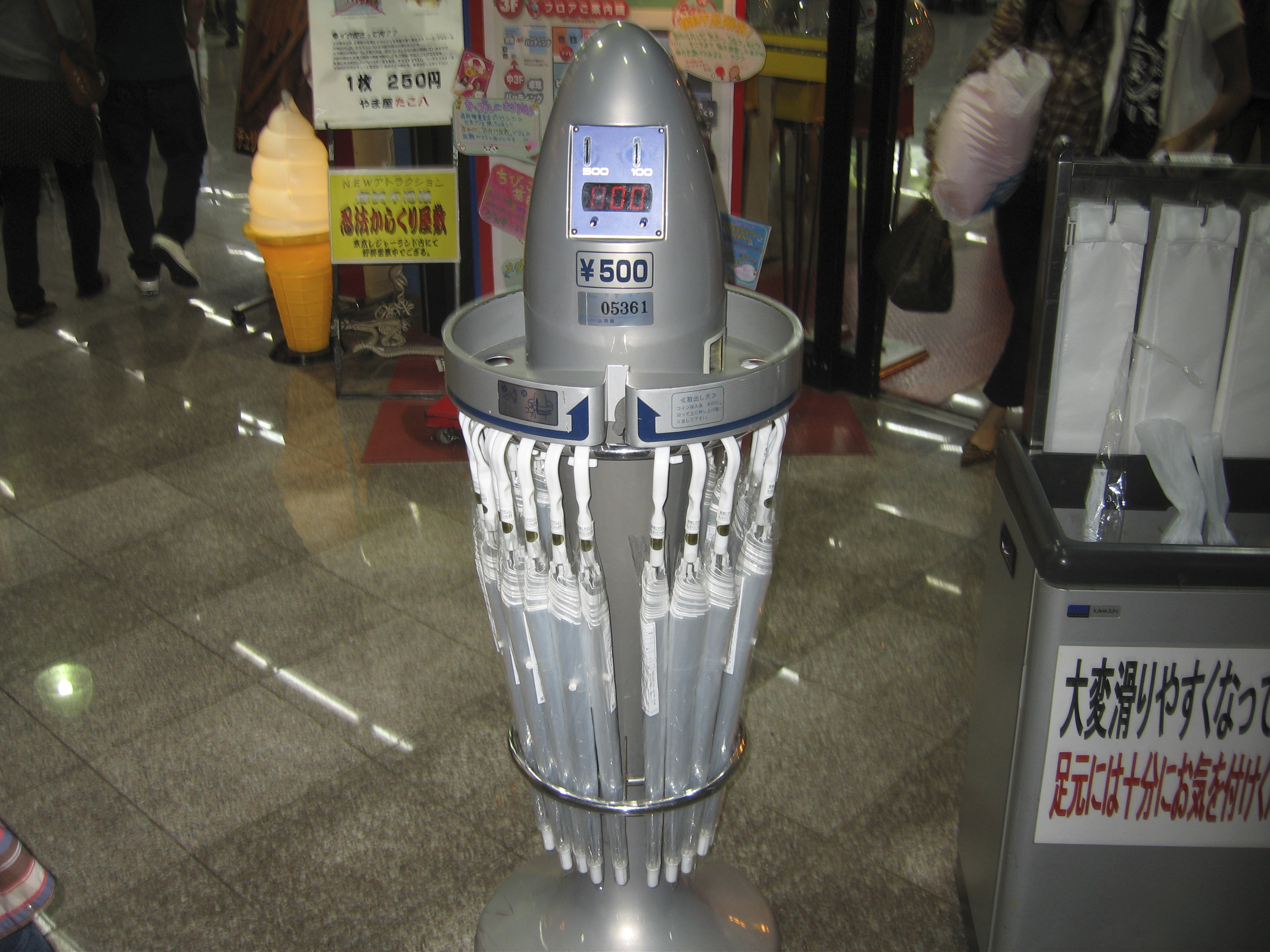
自販機
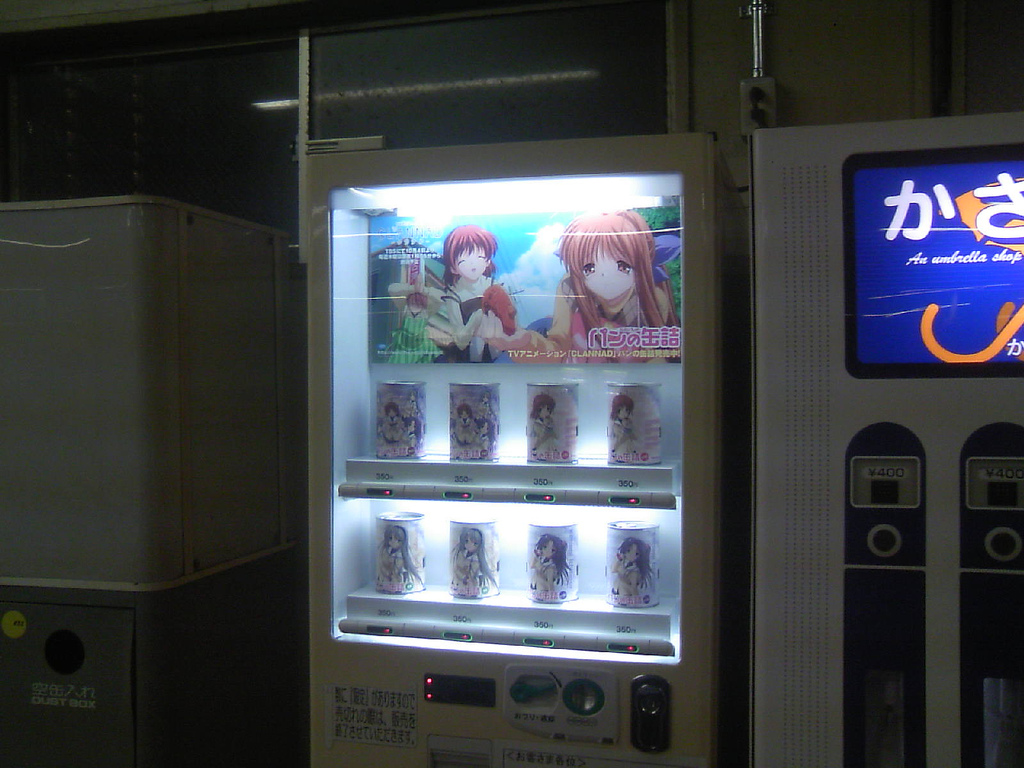
自販機（2007年、写真右脇）

#### 特徴

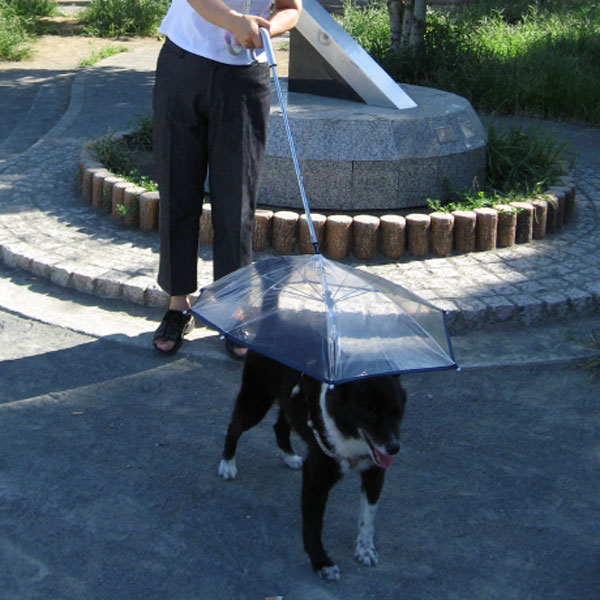
犬用のビニール傘

ビニール傘の長所としては、価格が安いということが挙げられる。ビニール傘は身近な100円ショップやコンビニエンスストア、駅売店などで広く買えるため、不意の降雨にすぐに対処できる。壊れやすいため、ゴミとして簡単に出す傘として扱うことができる。
また、視認性の高さも長所である。透明なビニールを傘布に使っているため、強風時の歩行などに際して傘を前に傾けても視界が遮られず、前から接近する人や物を視認できる。この視認性から、安全面を重視して児童に持たせたり、TVの屋外中継放送の際にレポーターやタレントが使うこともある。
一方、ビニール傘は上ロクロと陣笠が一体成型、親骨も多くて8本、中には6本の製品もあるほか、露先がはめ込み式で傘布やダボ布も縫い込みではなく高温溶解圧着であることなど、簡易に構成された構造を持っているため、本格的な傘製品に比較すると非常に脆弱である。特に、各骨の変形、露先の破損、傘布（カバー）の剥落を起こしやすく、内側から強風を受けると容易に破損する。100円ショップでナイロン傘や折りたたみ傘が売られ始めた時期は、さらに低価格化しない限り駆逐されていく懸念もあったが、現在この動きは止まっており、100円のナイロン傘や折りたたみ傘は見かけにくくなっている。
また、ビニール傘は分解が困難であるという短所もある。高級傘は、強力に接合されている手元（ハンドル）と中棒（中軸）こそ分解困難であるものの、その他の部分は分解可能であり、修理や廃棄時の分別が容易である。これに対し、ビニール傘のほとんどは上ロクロから陣笠にかけても強力な接着剤で固定されていて分解修理が不能であり、廃棄時の分解分別も困難なので、ビニール傘はそのままの形状で使い捨てられることがほとんどである。また、スチール部品である各骨の形状なども複雑で、ゴミ処理施設の金属分別過程や焼却過程でしばしばゴミ処理機器を詰まらせて処理ラインを停止させる要因ともなっており、各自治体とも金属部品の再利用や樹脂部品の焼却処理は行わずに殆どを無処理で埋立処理しており、環境に悪影響を与える厄介な廃棄物と捉えられている。
廃棄物を減らすため、なるべく長持ちする傘の開発や、再生プラスチックを原料とする傘の製造あるいは廃棄傘から回収した部材のリサイクルに取り組む企業もある。

## 現代日本における傘

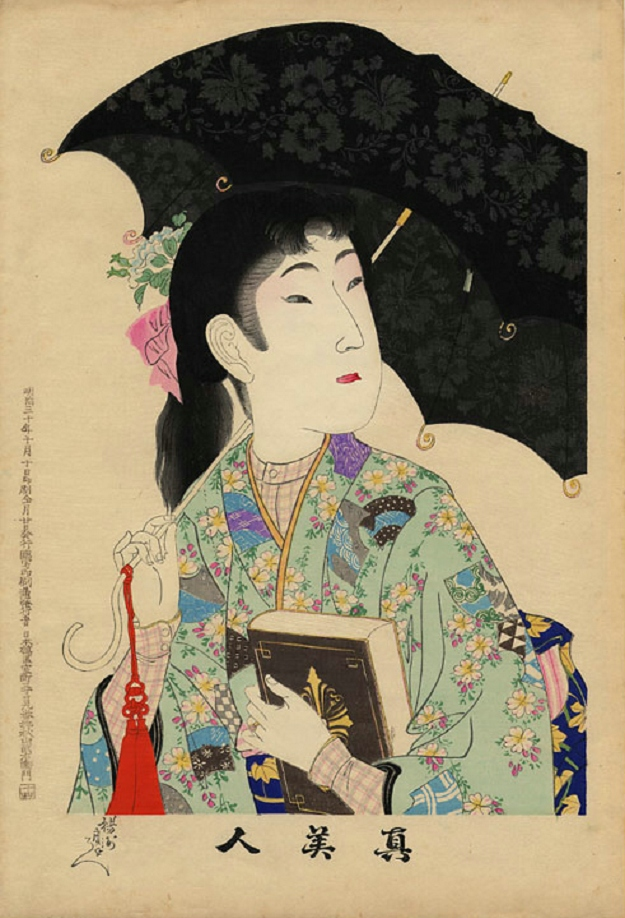
「真美人」1897年 - 楊洲周延

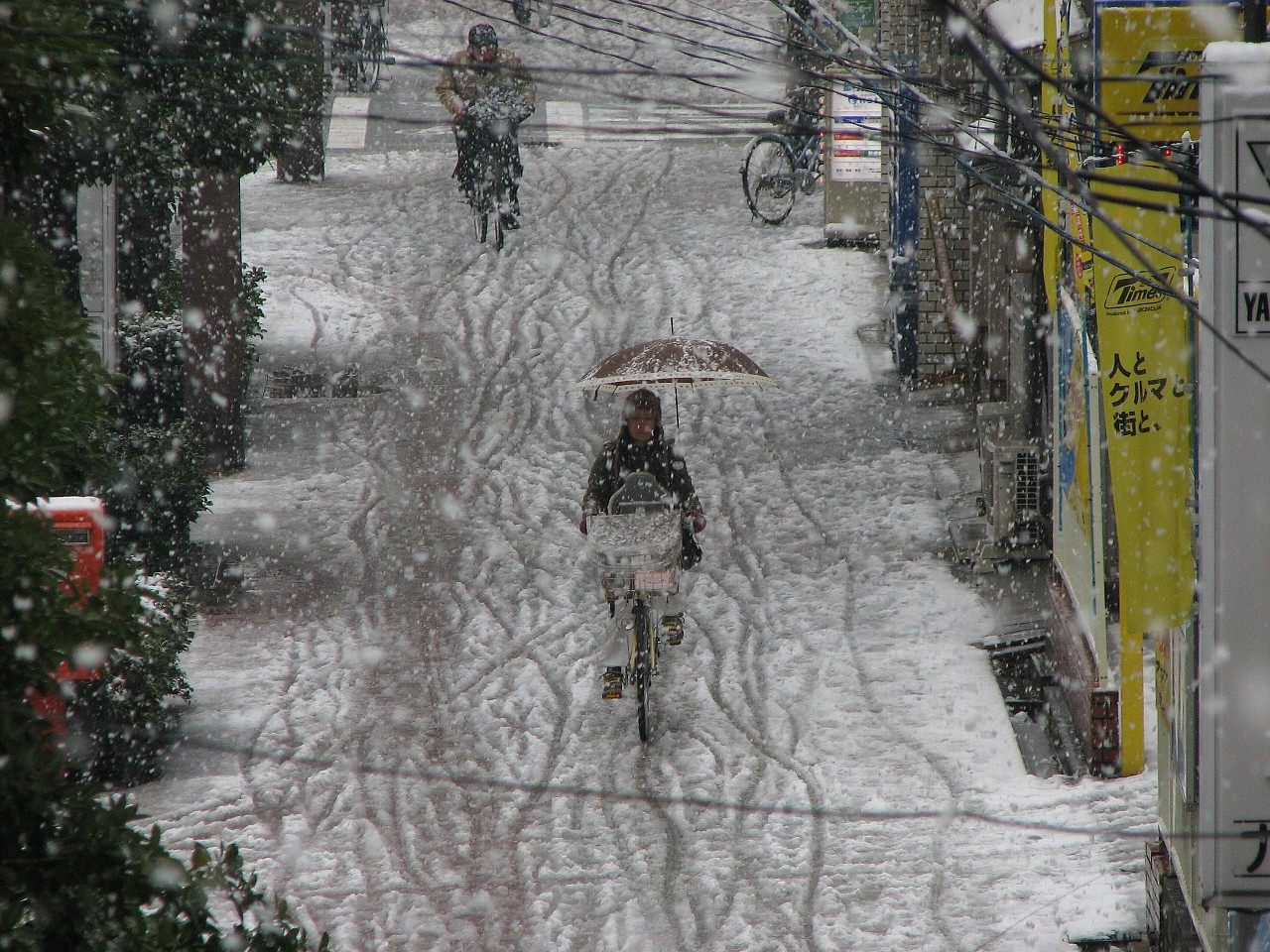
雪道を傘を差して自転車で道行く人（大阪）

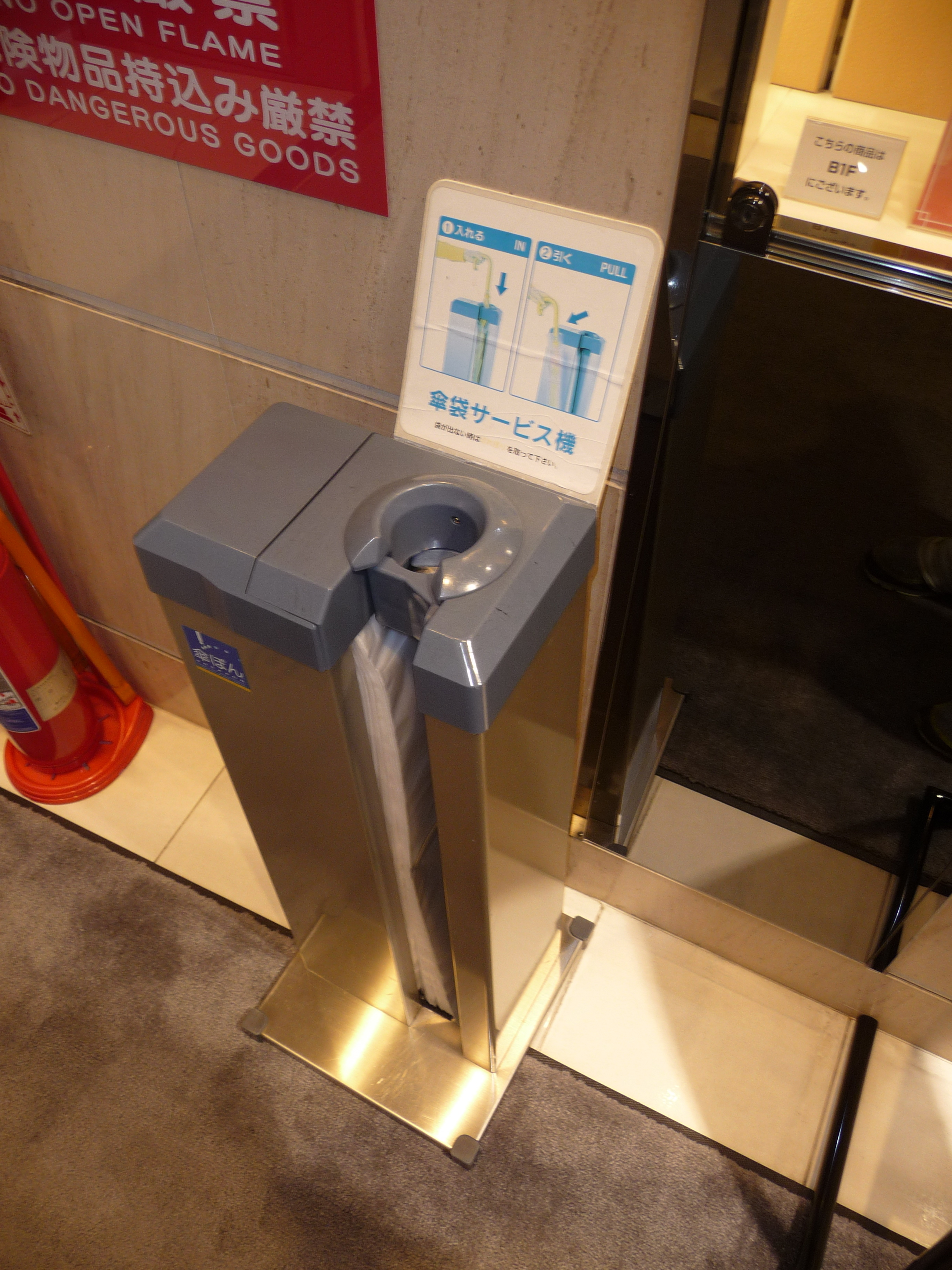
傘袋（自動）

19世紀後半頃からは、日本においても洋傘が普及しはじめたが、まだまだ庶民の用具とは言えない状況であった。第二次世界大戦後には、著しい速度で生活が洋風化し、またメーカーの商品開発によって防水性の高い化学繊維が傘生地に用いられる、大量生産による価格の廉価化が進むと、昭和時代中期には、洋傘が和傘の生産量を上回るようになった。現代では、単に「傘」と呼称した場合には主に洋傘（こうもり傘）を指すようになっている。
昭和時代中盤頃までは、手作り製品や高級傘は高価な用具であるという認識が依然存在しており、傘の修理を行う店舗・職人も多く存在していたが、現代においては安価な外国製品の台頭により、傘を修理して永年愛用するという消費者意識は僅少となっている。ただ、現代でも自身の趣味やステータスの象徴として、オーダーメード製品やブランド品などの高価な傘を愛用する層も存在する。また、日本メーカー製の傘であれば、国内の専門店や専門店が保有する部品の整合性から充分修理サービスを受けることも可能であり、海外からの低価格攻勢と文化侵害に打ち勝つ「差異化」の手段のひとつとして、アフターマーケットの充実が着目されるケースも見られる。
近年では気象予報の精度が向上したため、あらかじめ雨天を予測して外出時に傘を携帯する人が多い。また、傘を複数所有し、急な降水に備えるために、自宅以外に会社や学校など頻繁に訪れる場所に手持ちの傘を備えておく習慣が生まれ、「置き傘」と呼ばれるようになった。
また、傘をテーブルなどに立て置きする場合などを想定した傘ストッパーや傘ストラップなどの、いわゆる便利商品も販売されている。ただ、高級製品に良く見られる天然材木・天然竹材の「焼曲げ加工」を施したハンドルを装備した製品の場合には、ハンドルの先を支点としてテーブル端などに掛けると曲げが戻る、いわゆる「あくび現象」をもたらして造形を損なう要因となる場合も見られるので、取扱いに注意を要する。
小型ドローンによって持ち主の頭上を飛び雨を防ぐことで傘と同等の役割を果たす「空飛ぶ傘」も考案されている。

### 傘に関する社会問題、迷惑行為、マナー問題
傘は、雨天があがり不要となるとその存在が忘れられてしまうことが多く、交通機関などの公衆の場面における忘れ物として、常に上位に位置しており、毎年大量の忘れ傘が廃棄されている。また、強風で骨が折れてしまった傘がそのまま道端に捨てられていることもよくある。
一方で、傘は自転車とともに公共施設で盗まれやすい物の代表でもある。
天気予報が外れて突然雨が降ってきた日に、折りたたみ傘を持っていない者が、店など公共施設や職場の傘立てに置いてある他人の傘を勝手に使うというケースが多い。
最も盗まれやすい傘は、外観だけで個人の所有物と判別できず、もし盗んでいる所を持ち主に指摘されても「自分の傘と似ているので間違えました」と言い訳できる透明のビニール傘や黒無地の傘であるが、高級ブランド傘も盗まれやすい。
また自分のビニール傘を持っていても、よりきれいで新しいビニール傘が置かれていたら自分の錆びた古いビニール傘と交換していく者もいる。
こうした盗難や交換されるのを防ぐには、高くない柄物の傘を使う、名前を書くといった対策が有効。
傘を盗む者の中には、「透明のビニール傘は共有の財産で、みんながシェアして使うもの」と言い訳をする者もいる。
自分のビニール傘を盗まれた人が、困ったのでやむを得ず自分もまた誰かのビニール傘を盗むといった盗難の連鎖が起きることがある。
こうしたことを受け、コンビニでは忘れ物の傘を無料で貸してくれる所もある。また、交通機関などの駅などでは無料または低価格で傘を貸し出す「貸し傘」も存在し、傘の表面に入れた広告による収入などを原資として運営されるケースも見られるが、傘を貴重品と考えない人がほとんどとなっている現代においては、貸し出された傘をそのまま自宅や勤務先・学校の置き傘に転用したり、別の場所に置き忘れるなどして貸出先に返却しない例も多く見られ、その返却率の悪さから「貸し傘」の運営が廃止されることも多い。
前述のような傘の置き忘れや盗難を防ぐために、雨天の日に公共施設や商業施設などに濡れたままの傘を建物内に持ち込む人がいるが、傘から水滴が落ちて床面が水浸しになり、子供や高齢者が転倒してしまうことがある。このような事故を防ぐため、昨今では入り口などに傘袋（アンブレラバッグ）が用意されていることもある。また、鍵をかけられる傘立ても普及し始めている。
また、自転車を傘をさしたまま運転する「傘さし運転」による交通事故が以前から多かったことを受け、2000年代に入ってから、新たに傘さし運転を取り締まる交通ルールが設定された。
その他、傘を水平に持つと、背の低い幼児の顔に当たる危険もあるので、立てて持つようにする、近くに人がいるときは傘を振りまわさない、狭い通路を傘をさして人とすれ違う時は少し閉じたり、背の高い方の人が傘を上に高くあげてぶつからないようにするなど、傘を使う人のマナーや思いやりが求められている。
成人男性が畳んだ傘を横向きに持つと先端が子供の目の高さと重なってしまうため、日本洋傘振興協議会では「Ｕ字部分の手元を持ち、石突きと呼ばれる傘の先端が地面の方向に向かうように持ってほしい」とアナウンスしている。

## 文化・比喩的用法

### 相合傘
二人で一つの傘を共有する行為・態様を、相合い傘（あいあいがさ、あひあひがさ、合い合い傘、相々傘とも表記）、相傘（あいがさ）、最合い傘（もあいがさ、もやいがさ）という。なにか一つのものを複数人で共用、共有すること、またその様をあらわすことばである「相合」と、「傘」を組合せ、傘を共にするさまを表している。連声して、東京地方や愛知県では、「あいやいがさ」とも発音される。東京式アクセントでは、「か」（か゜）にアクセントを、京阪式アクセントでは二つ目の「い」にアクセントをつける。また、相合傘の別称、もやいがさ（最合い傘）のもやい（催合、最合、持相、摸合、諸合）は、「共有する」、「持ち合う」を意味するハ行四段活用動詞、もやう（催合う）の連用形、名詞化したことばで、何か物事を人と一緒にとり行うことをいう。つまり、催合は、相合と、大体同じ意味であると考えてよい。
雨に濡れないよう互いに肩を寄せあう情景から、しばしば二人が恋愛関係であることを暗示する。心中物では、二人の道行に相応しい演出として相合傘がよく使われた。また、1920年に発行された『日本大辞典：言泉』（落合直文著、芳賀矢一改修、大倉書店刊）によれば、俚言、俗語として、男女間の情交もさすとしている。男女が行う場合は、身長が女性より高いであろう男性が傘を持ち構える。さらには、雨にぬれるのを厭わず傘を持っていない方の肩を傘から出すことによって、二人で使うには窮屈な傘に場所をつくり、女が雨にうたれてしまうのを避ける、という場面は物語や映画などでよく見られる。前述の川柳の中には、女性側も気を使い、結果両名とも肩を濡らす情景を詠んだものもある。恋愛を主題にした物語においては、恋愛のステップを描く道具として、様々な状況で相合い傘は盛んに使われる。
中国や韓国では、従者が主人に差し掛ける「差し掛け傘」はしばしば見られるけれども、相合傘は日本にのみ見られる図様である。日本でもいわゆる近世初期風俗画では差し掛け傘ばかりで、初見は井原西鶴『好色一代男』の江戸版で、菱川師宣筆の絵本『やまとゑの根元』（1686年（貞享3年）刊）である。

#### 文学作品
江戸時代以降の文学作品では、二人の異性の親密さを表現する言葉として「相合傘」を用いる用法が多く見られる。以下にその例を挙げる。
- 最も早い用語例は、戦国時代末期の隆達節の一節、「君とわれみなみひがしのあひがさであはでうきなのたつみよの」（慶長4年8月豊臣秀頼献上本[40]）である。
- 江戸時代の川柳や浄瑠璃に、相合傘の表現が見られる。近松門左衛門が1721年に著した『津国女夫池』では「君と淀とが。相合笠の袖と袖。」と表現されている。式亭三馬作の滑稽本『浮世風呂』においては、「夫婦とおぼしき者、相合傘（アヒヤイガサ）で、しかも欣然として通る」と表現されている。また、異性と親密になるきっかけとして相合い傘を持ちかける川柳なども散見される[41]。
- 林不忘『寛永相合傘』においては、斬り合い共に果てた甚吾と十郎兵衛を指してタイトルに「相合傘」を用いている[42]。
- 並木五瓶『俳諧通言』（1807年）では、「相合傘（アイヤイガサ）是は落書にて女郎芸子の色男と二人りの名を仇書にして傍輩の芸子女郎色事をそやすなり」という表現が見られる。
- 夏目漱石『虞美人草』（1907年）には、白墨で電信柱に書かれた相々傘（アヒアヒガサ）の落書が見られる。
- 永井荷風『すみだ川』（1909年）にも板塀や土蔵の壁に書かれた相々傘（アヒアヒガサ）の落書がでてくる場面が見られ、男女仲を囃すための用法として、あるいは意中の異性との恋愛成就を願う手法としてあえて他者の目に付くように当事者が描くものとして表現されている。
- 島崎藤村『千曲川のスケッチ』においては、相合傘を「意気（「粋」の意）なもの」と好意的に評している[43]。

#### その他
日本では、相合傘は絵や落書きでもしばしば表現される。二等辺三角形の下に直線をおろした簡単な傘を描き、直線を柄に見立ててその両側に2人の名前を記したものである。書き方は、世代によって大きく分けて
- 傘を一筆書きのように書いたシンプルなもの。
- まず三角形を書き、底辺の中央から下線を引き、頂点の上にハートマークを書く。この世代は、前項のような一筆書きした傘は「破れ傘」と言って忌避されていた。
- 傘を一筆書きのように書き、頂点の上にハートマーク書く（右側の画像「相合傘の落書き例」と同様）

と変化していった。この落書きは大体、カップルに対する揶揄を狙って書かれる。
また、高知県の郷土玩具に「相合傘人形」というものがある。これは、張り子製のひと組の男女が相合い傘でちょうちんを持って立っている首ふり人形で、江戸時代中期にあった恋物語に取材したという。児童向けの玩具としていささか不向きであるともされている。

### 故事成語
- 降らぬ先の傘
- 破れ傘は日和傘 - 暈の中に星が見えると翌日は晴れるという意味
- 春の夕焼け傘を持て、秋の夕焼け鎌を研げ

### 古典
- 傘回し - 大神楽の技の一つ。

### 民俗・伝承
- 傘寿 - 80歳。傘の略字「仐」を分解すると八十になる事から。
- からかさ小僧 - 「からかさお化け」ともいわれ、一般には、一つ目に一本足、赤い大きな舌という姿で、古い和傘が化けたものとされる妖怪・付憑神（つくもがみ）の1つ。

### 比喩表現
- 雨傘番組 - テレビ・ラジオ等で放送予定のイベントが雨天等の理由により中止・順延した際、当該時間帯に代替番組として放送するために収録された番組。
- キノコの傘 - 真菌類(キノコ類)の子実体の形状が傘を想像させることから。
- 核の傘 - 核兵器保有国が非保有国との間で軍事同盟を結び、核保有国のもつ被攻撃抑止力効果を、非保有国にまで及ぼすこと。 その形態が、抑止力を持つ核兵器保有国が非保有国に傘を差しだしているイメージを想像させることから。
- 日傘効果 - 雲が日光を遮ることにより、地球の気温が下がること。雲を日傘に例えている。
- ヤブレガサ - キク科の植物（学名はSyneilesis palmata）
- 中国では文化水準の高い江南地方で、傘を親しい人に送ったり、めでたい日に贈ったりすることを禁忌とする。これは、中国語で、傘（san3）と離散の散（san3）が同じ音であるためである。
- イタリア等の地中海沿岸地方の国々では、室内で傘をさすのは不幸を呼び込むと考えられており、傘の色柄を見る時でさえ、屋外に出てさすことが好まれる。

### 忌日
- 傘雨忌 - 小説家・劇作家・俳人・演出家久保田万太郎の忌日

## 主要傘メーカー・ブランド
- フォックス・アンブレラ
- クニルプス（折り畳み傘）
- 前原光榮商店
- Wpc.、KiU（ワールドパーティ―）
- フルトン
- ユーロシム
- マリア フランチェスコ
- ハンウェイ
- トラディショナル ウェザーウェア
- トーツ
- モマ
- 福井洋傘
- ラグ・タイム
- モンベル

## 傘を題材とした楽曲
- Category:傘を題材とした楽曲